# Apolo

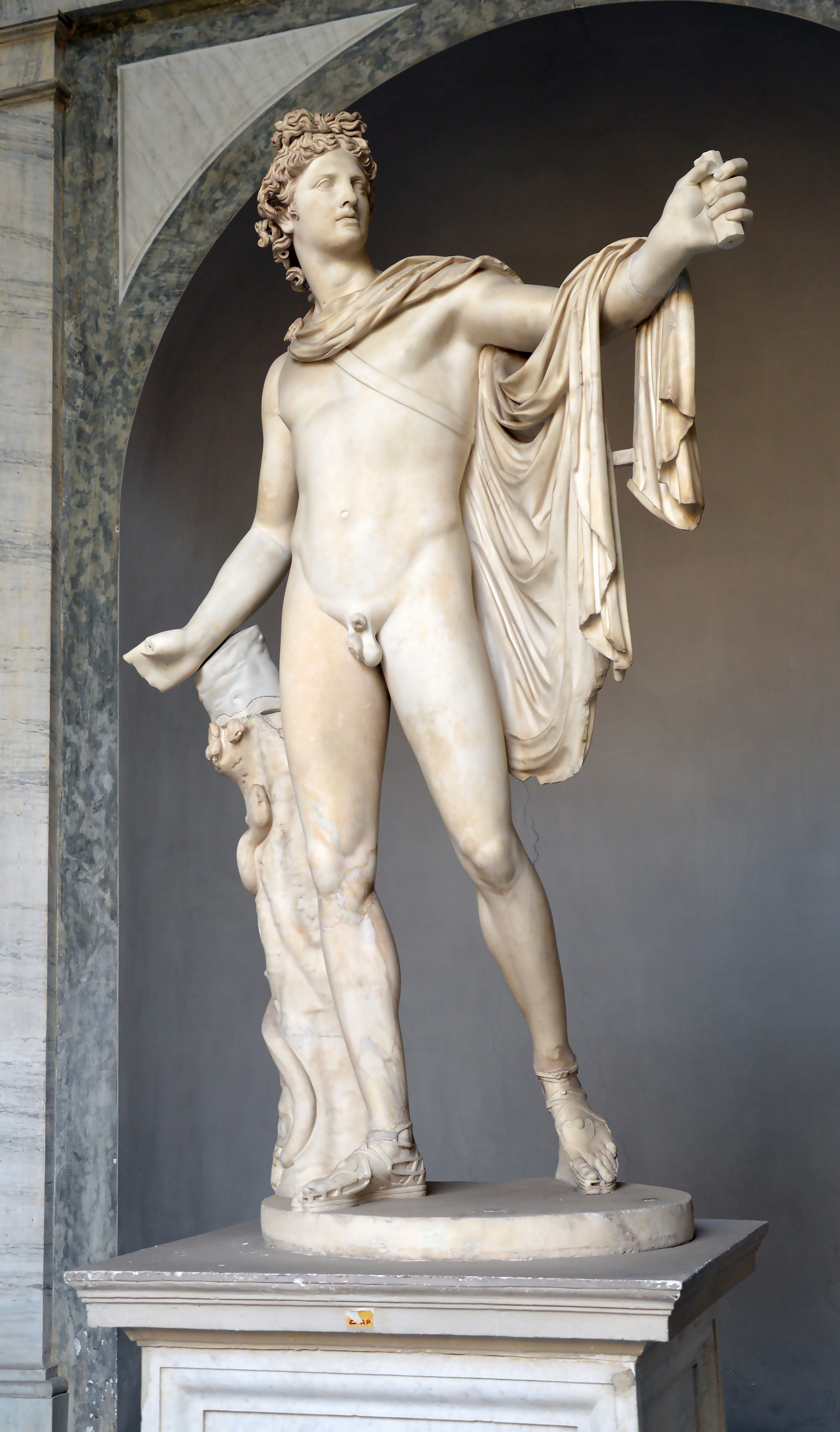
Apolo Belvedere, Roma Museos Vaticanos. Copia en mármol hecha en tiempos de Adriano de un probable original en bronce de Leocares, documentada desde 1509 en el Vaticano, donde se describía como «famoso nel mondo». Patrón de la salud, la belleza, la música y las bellas artes, Apolo ha servido de fuente de inspiración para artistas y oráculos.

En la mitología clásica, Apolo (en griego antiguo: Ἀπόλλων -ωνos; en latín: Apollo, -ĭnis),  conocido tanto por griegos como romanos, era uno de los doce dioses olímpicos. Es un dios adivino, músico, médico, arquero y también el patrón de los mánticos.  En la mitología griega ya desde Homero y Hesíodo Apolo era hijo de Zeus y Leto y hermano gemelo de Artemisa. El epíteto literario más común de Apolo es Febo (Φοῖβος, Phoebus, «luminoso»)  y como Pitio es el patrón del oráculo de Delfos y las pitonisas. De Apolo descienden los aedos y citaristas.  En la mitología romana se dice que Apolo es el sol,  uno de los dioses Consentes  y también uno de los dioses elegidos (di selecti) de Varrón.  Además se lo imagina como hijo de Júpiter y Latona, o de Vulcano y Minerva, o bien de Coribante.
Los autores del Renacimiento siguieron expandiendo su legado llegando a darle facetas mistéricas: Sol en los cielos, Liber en la tierra y Apolo en el inframundo. Su nombre significa «destructor» en latín (Apolo, Apolión). Lo llaman Titán entre los aqueménidas, Osiris entre los egipcios y Mitra entre los persas.  En la Edad Contemporánea Nietzsche nos habló de la filosofía apolínea. Sea lo que fuere Apolo tiene varios símbolos universales, como un cuerpo eternamente joven, la lira, el arco y las flechas, el trípode de Delfos, el cuervo, el laurel y el liderazgo sobre las nueve Musas, diosas de las artes.

## Introducción
Es descrito como el dios de las artes, del arco y la flecha, la curación y las plagas que amenazaba o protegía desde lo alto de los cielos, siendo identificado con la luz de la verdad. Era temido por los otros dioses y solamente su padre y su madre podían contenerlo. Es el dios de la muerte súbita, de las plagas y enfermedades, pero también el dios de la curación y de la protección contra las fuerzas malignas. Además, es el dios de la belleza, de la perfección, de la armonía, del equilibrio y de la razón, el iniciador de los jóvenes en el mundo de los adultos, estaba conectado a la naturaleza, a las hierbas y a los rebaños, y es protector de los pastores, marineros y arqueros. 
Los orígenes de su mito son oscuros, pero en el tiempo de Homero (siglo VIII a. C.) ya era de gran importancia, siendo uno de los más citados en la Ilíada. Posteriormente la mitología romana lo incluye en el siglo V a. C., época en que le dedican el primer templo. 
Hacía a las personas conscientes de sus pecados y era el agente de su purificación; presidía las leyes de la religión y las constituciones de las ciudades. 
Era símbolo de inspiración profética y artística, siendo el patrono del más famoso oráculo de la Antigüedad, el oráculo de Delfos, y líder de las musas. Como jefe de las Musas inspiradoras (con el epíteto Apolo Musageta), y director de su coro, actuaba como dios patrón de la música y la poesía. Su lira se convirtió en un atributo común. Los himnos cantados en su honor recibían el nombre de peanes (Peán, el «sanador»).
Tuvo muchos amores, especialmente con sus musas, y producto de sus andanzas tuvo alrededor de veinte hijos, aunque en ese terreno tuvo algunas desgracias. Además, tuvo una serie de amantes masculinos, entre ellos Cipariso y Jacinto. Fue representado innumerables veces desde la Antigüedad, generalmente como un hombre joven, desnudo y sin barba, en la plenitud de su vigor, a veces con un manto, un arco y un carcaj de flechas, y generalmente una lira, creada por su hermano Hermes para él, y con algunos de sus animales simbólicos como la serpiente (que se utiliza en la medicina), el cuervo o el grifo.
En la época helenística, especialmente durante el siglo III a. C., pasó del epíteto Apolo Helios a ser identificado por los griegos con Helios, dios del sol, y de forma parecida su hermana se equiparó con Selene, diosa de la luna.
Actualmente, y después de un prolongado silencio de siglos, su culto es llevado a cabo por los seguidores del neohelenismo de Europa y América, especialmente de Grecia.
Su mito ha sido empleado en Occidente durante siglos por filósofos, artistas y otros intelectuales para la interpretación e ilustración de una variedad de aspectos de la vida humana, de la sociedad y de fenómenos de la naturaleza, y su imagen está presente en una gran variedad de formas en nuestros días.

## Etimología

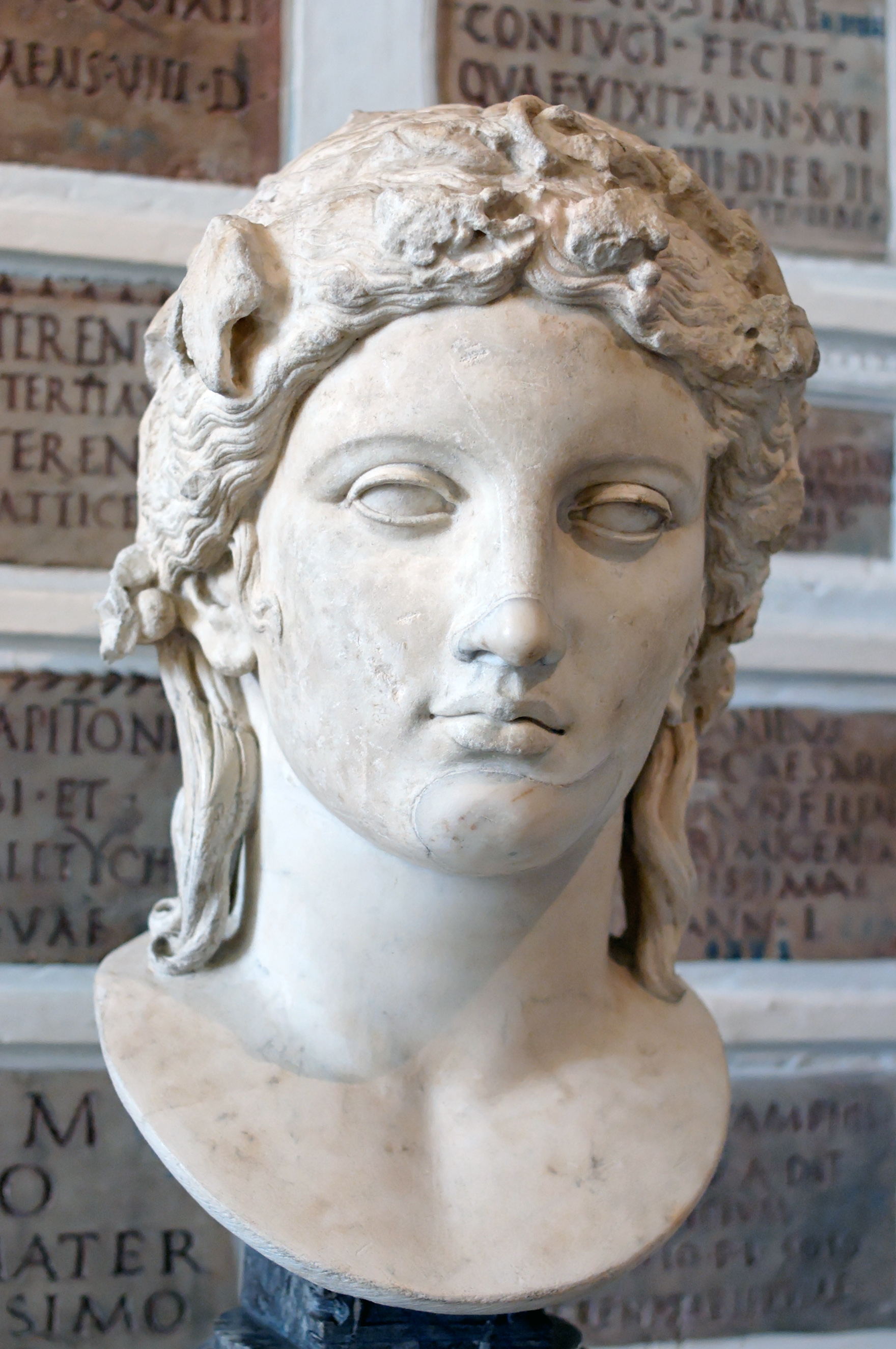
Cabeza de Apolo, copia romana en mármol de un original griego del Roma, Museos Capitolinos

Fue llamado por los griegos «Apollon» o «Apellon», por los romanos «Apollo» y por los etruscos «Apulu» o «Aplu». El origen del nombre de Apolo es incierto. Los autores antiguos recogieron varios ejemplos de etimología popular. Así, Platón relaciona el nombre en su Crátilo con ἀπόλυσις, ‘redimir’, con ἀπόλουσις, ‘purificación’, con ἁπλοῦν, ‘simple’, en particular en referencia a la forma tesalia del nombre, Ἄπλουν, y por último con Ἀει-βάλλων, ‘el que siempre dispara’. Hesiquio relaciona el nombre «Apolo» con el dórico απελλα apella, que significa ‘asamblea’, por lo que Apolo sería el dios de la vida política, y también da la explicación σηκος, ‘rebaño’, en cuyo caso Apolo sería el dios de los rebaños y manadas.
Para Plotino, su nombre significa la negación de la pluralidad: «no muchos», y agregó que para los pitagóricos significaba el Uno. Plutarco siguiendo esta línea afirmaba que los pitagóricos asociaban nombres divinos a los números, y que la mónada era identificada con Apolo. Burkert sugirió que deriva de «santa convocación», que Nagy considera verosímil, basado en lo que también declaró Hesiquio de Alejandría, pero esta etimología ha sido rechazada por Frisk, Chantraine y Dietrich, que consideran que el origen del nombre es simplemente desconocido. Bernal presenta la hipótesis de que deriva de Horus, dios del cielo egipcio, a través de adaptaciones fonéticas intermedios en Fenicia. Heródoto decía que Apolo y Horus eran el mismo dios.
También es posible que apellai derive de una forma antigua de Apolo que pueda ser equiparada con Apaliunas, un dios anatolio cuyo nombre posiblemente signifique ‘padre león’ o ‘padre luz’. Los griegos asociaron más tarde el nombre de Apolo con el verbo απολλυμι apollymi, ‘destruir’, por lo que fue visto entre ellos como «aquel que destruye totalmente»; así se presenta al dios en el comienzo de la Ilíada, provocando enfermedad y muerte entre los aqueos por medio de sus flechas, y recibiendo por ello el apelativo de «el que hiere desde lejos».

## Orígenes del culto a Apolo
Parece que tanto el Apolo griego como el etrusco llegaron al mar Egeo durante la Edad del Hierro (ca. 1100-800 a. C.) desde Anatolia. En la Ilíada, Apolo está en el bando troyano, contra el aqueo, en la Guerra de Troya. 

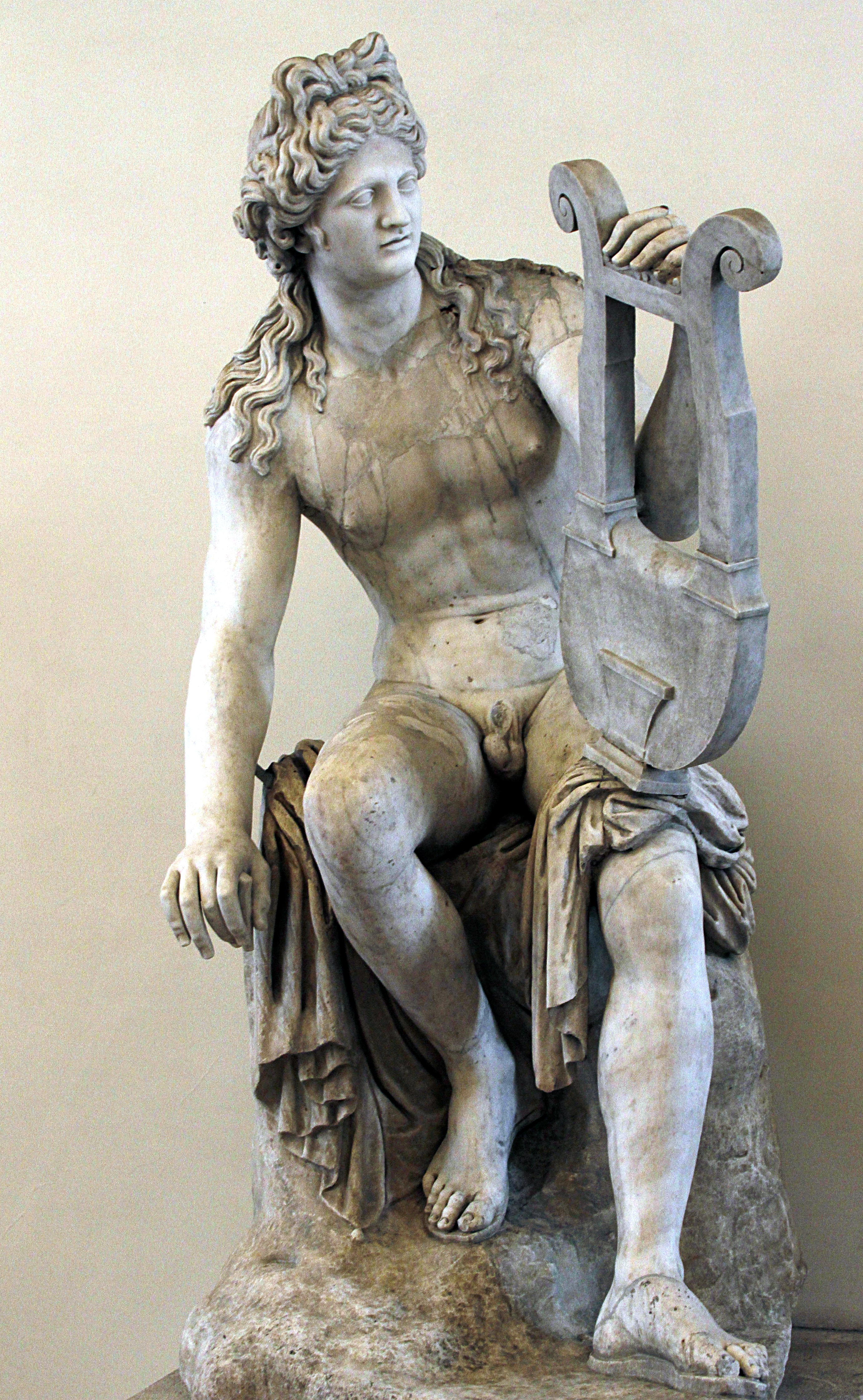
Apolo Citaredo, copia romana del de un original griego. Roma, Museo Nacional Romano, Palacio Altemps

Se ha sugerido que Apolo podría estar relacionado con un teónimo que aparece documentado en lineal B en una tablilla micénica: Pa-ja-wo. Este sería un antecedente de Peán, cuyo significado es ‘sanador’, que en la Ilíada de Homero era una deidad independiente. En otros autores la palabra pasó a ser un mero epíteto de Apolo en esta faceta de dios de la curación.
Homero ilustró tanto a Peán dios como a la canción con el aspecto de agradecimiento apotropaico o triunfo, y Hesíodo también separó ambas cosas. En la poesía posterior, Peán es invocado independientemente como dios de la curación. Es igualmente difícil separar a Peán en el sentido de ‘sanador’ de Peán en el sentido de ‘canción’.
Tales canciones eran originalmente dirigidas a Apolo y posteriormente a otros dioses (como Dioniso, Helios y Asclepio) relacionados con él. Sobre el siglo IV a. C. el peán se convirtió en una simple fórmula de adulación, cuyo objeto era implorar protección contra la enfermedad y la desgracia o bien dar las gracias tras lograr dicha protección. 
De esta forma Apolo llegó a ser reconocido como dios de la música. Su papel como matador de Pitón llevó a su asociación con la batalla y la victoria, de donde procede la costumbre romana de que los ejércitos cantasen un peán cuando marchaban y antes de entrar en batalla, cuando una flota abandonaba el puerto y también tras lograr una victoria.
Los vínculos de Apolo con los oráculos parecen también estar relacionados con el deseo de saber el desenlace de una enfermedad. Es el dios de la música y la lira. La curación pertenece a su reino: era el padre de Asclepio, el dios de la medicina. Las Musas eran parte de su séquito, de forma que la música, la historia, la poesía y la danza le pertenecían.

## Lugares de culto
Inusual entre las deidades olímpicas, Apolo tuvo dos lugares de culto con influencia generalizada: Delos y Delfos. Los cultos del Apolo Cintio y del Apolo Pitio eran tan diferentes que podían tener santuarios en la misma localidad. que apellai derive de una forma antigua de Apolo que pueda ser equiparada con Apaliunas, un dios anatolio cuyo nombre posiblemente significa ‘padre león’ o ‘padre luz’. Los griegos asociaron más tarde el nombre de Apolo con el verbo απολλυμι apollymi, ‘destruir’. Nombres teofóricos tales como «Apolodoro» o «Apolonio» y ciudades llamadas Apolonia aparecen por todo el mundo griego. El culto a Apolo ya estaba totalmente asentado cuando comenzaron las fuentes escritas, sobre 650 a. C.

### Santuarios oraculares

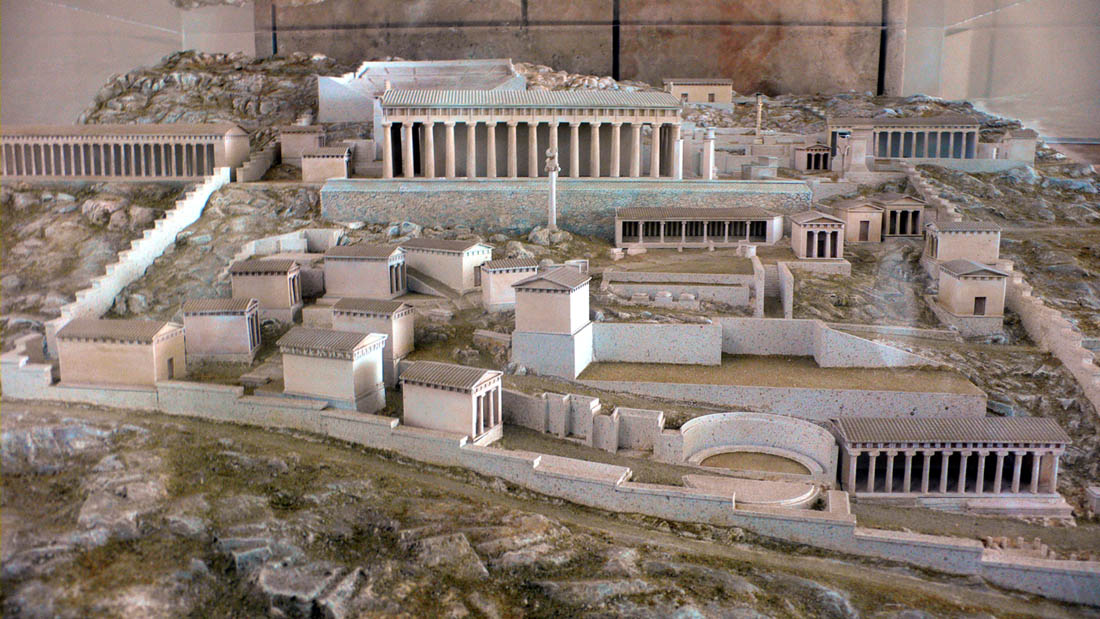
Maqueta del Santuario de Delfos, en el Museo Arqueológico de Delfos, Grecia.

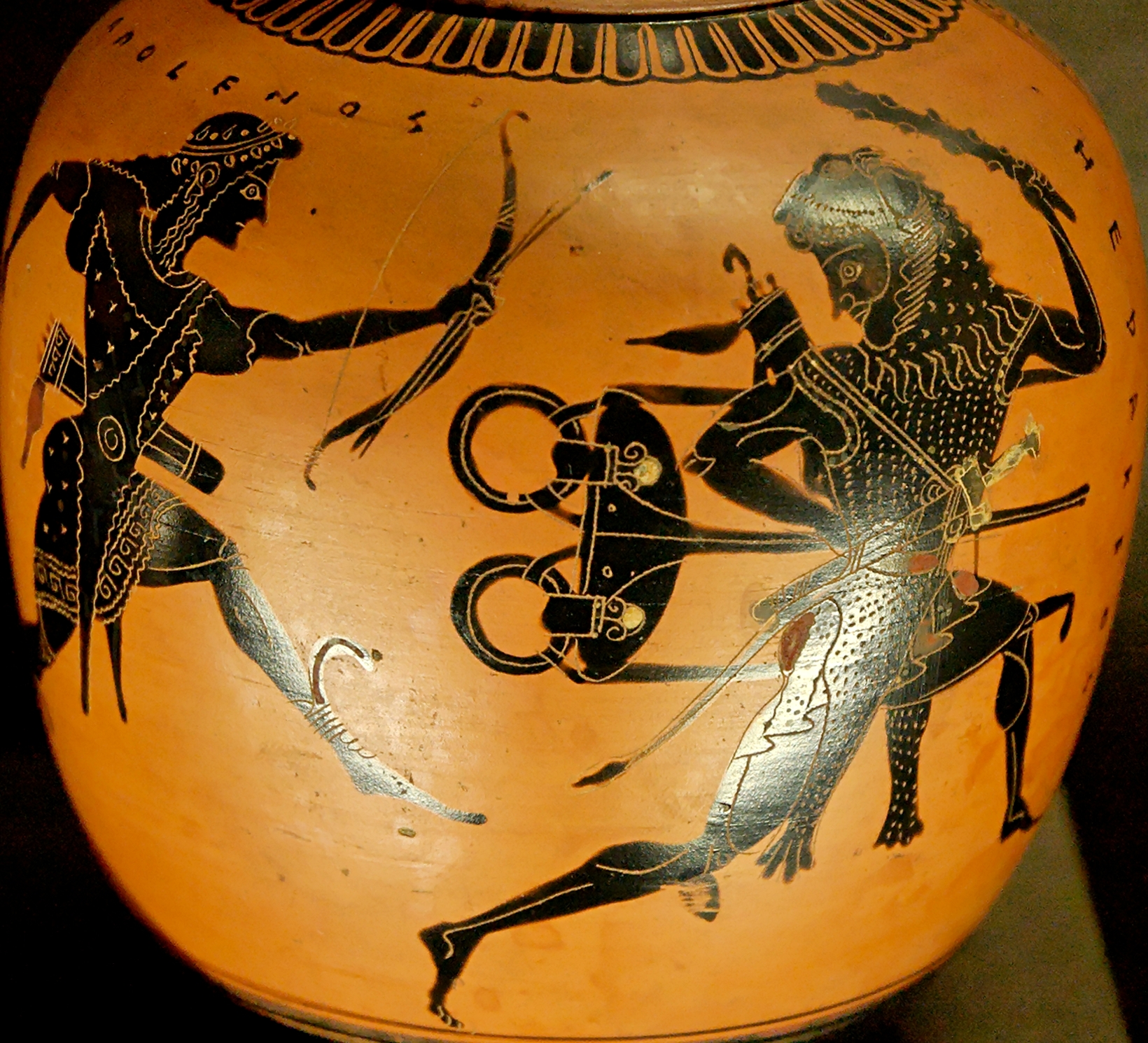
Trípode Oracular en el centro, Apolo a la izquierda.

Apolo tenía su oráculo más popular en Delfos, cuya construcción era una auténtica acrópolis protegida por murallas, con fuentes, un teatro y grandes recámaras individuales divididas por ciudades de procedencia, donde los consultantes dejaban sus ofrendas (mayormente labrados en oro, bronce, y piedras preciosas). Este templo recibía miles de consultantes de todas partes de Grecia y del mundo Mediterráneo, y Alejandro Magno fue uno de sus visitantes más ilustres. Aquí la pitonisa le vaticinó que «conquistaría el mundo». Este oráculo tenía la peculiaridad de no fallar con las predicciones.
También otros notables templos en Claros y Bránquidas. Su altar oracular en Abas (Fócida), de donde procede el epíteto toponímico Abeo (Ἀβαῖος: Abaios), fue tan importante como para ser consultado por Creso.
Entre sus santuarios oraculares estaban: 

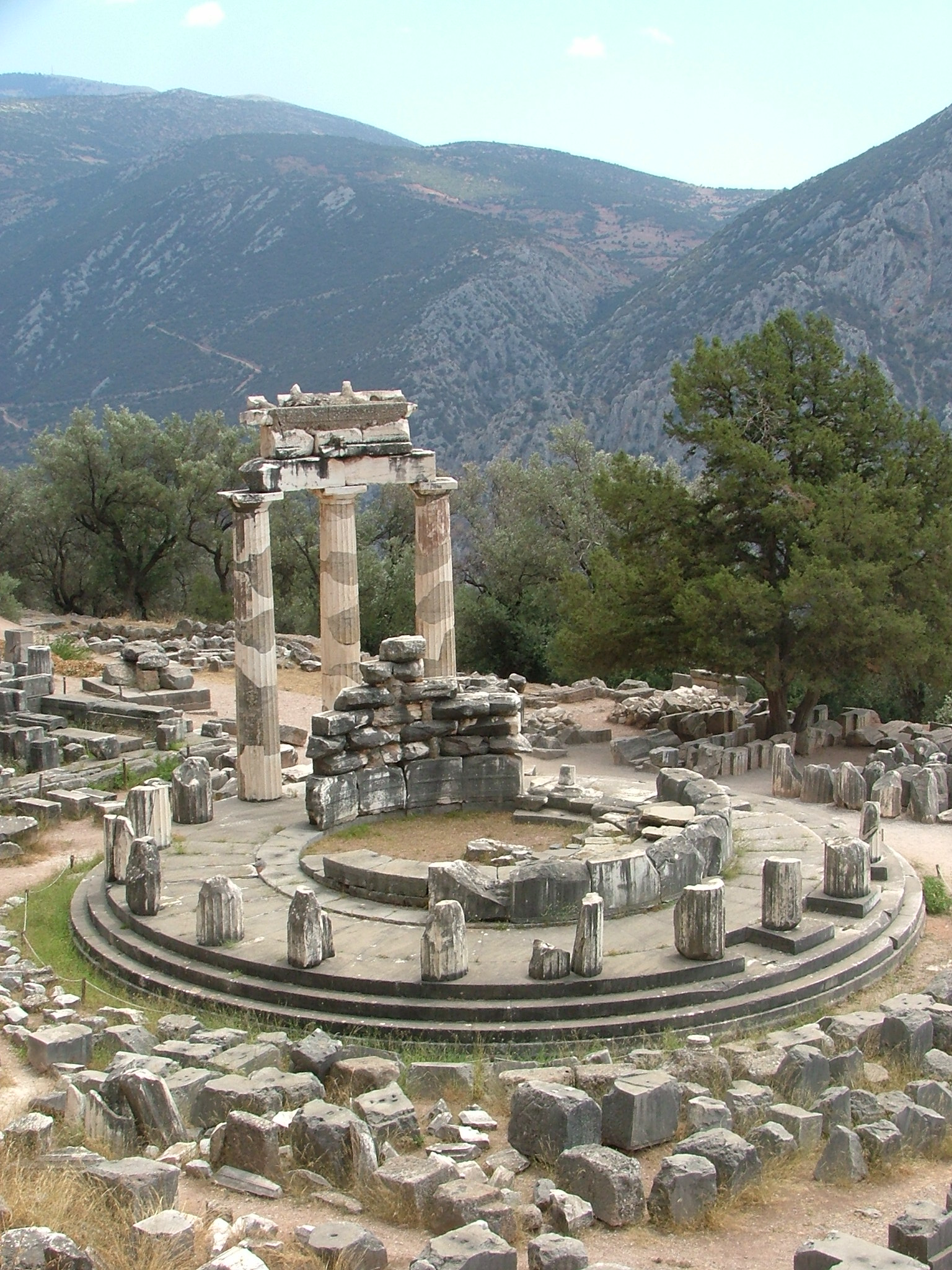
Acrópolis de Delfos en la actualidad.

- En Dídima, un oráculo en la costa de Anatolia, al suroeste de Sardes (Lidia), en el que los sacerdotes del linaje de los bránquidas recibían su inspiración bebiendo de un manantial curativo ubicado en el templo.
- En Hierápolis Bambyce (Asia Menor), según el tratado De Dea Syria, el santuario de la diosa siria contenía una imagen de Apolo con túnica y barba. Las adivinaciones se hacían a partir de los movimientos espontáneos de esta imagen.[34]
- En Delos había un oráculo de Apolo Delio durante el verano. El hieron (‘santuario’) de Apolo adyacente al Lago Sagrado fue el lugar donde se cree que nació el dios.
- En Corinto, el oráculo venía de la ciudad de Tenea, de prisioneros supuestamente capturados en la Guerra de Troya.
- En Abas (Fócida).
- En el templo de Apolo en Delfos, la Pitia se llenaba del pneuma (πνευµα) de Apolo, que se decía que venía de un manantial dentro del ádyton.

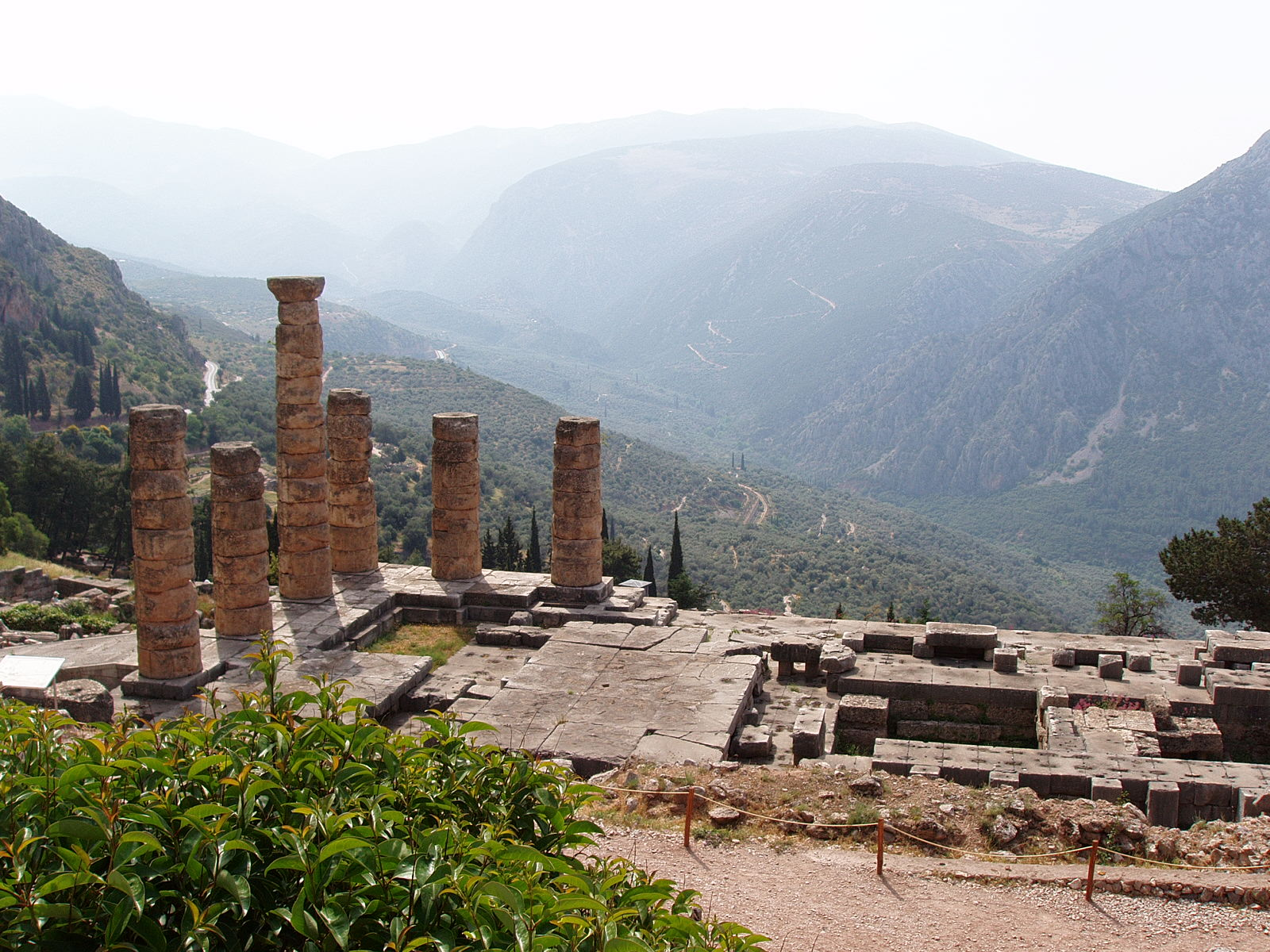
Templo de Apolo en las faldas del monte Parnaso, cerca de Delfos (Grecia).

- En Patara (Licia) había un oráculo de Apolo en invierno, del que se decía que fue el lugar al que el dios fue desde Delos. Como en Delfos el oráculo de Patara era una mujer.
- En Claros, en la costa oeste de Asia Menor, al igual que en Delfos una fuente sagrada daba un pneuma del que bebían los sacerdotes.
- En Segesta (Sicilia).

### Otros templos de Apolo

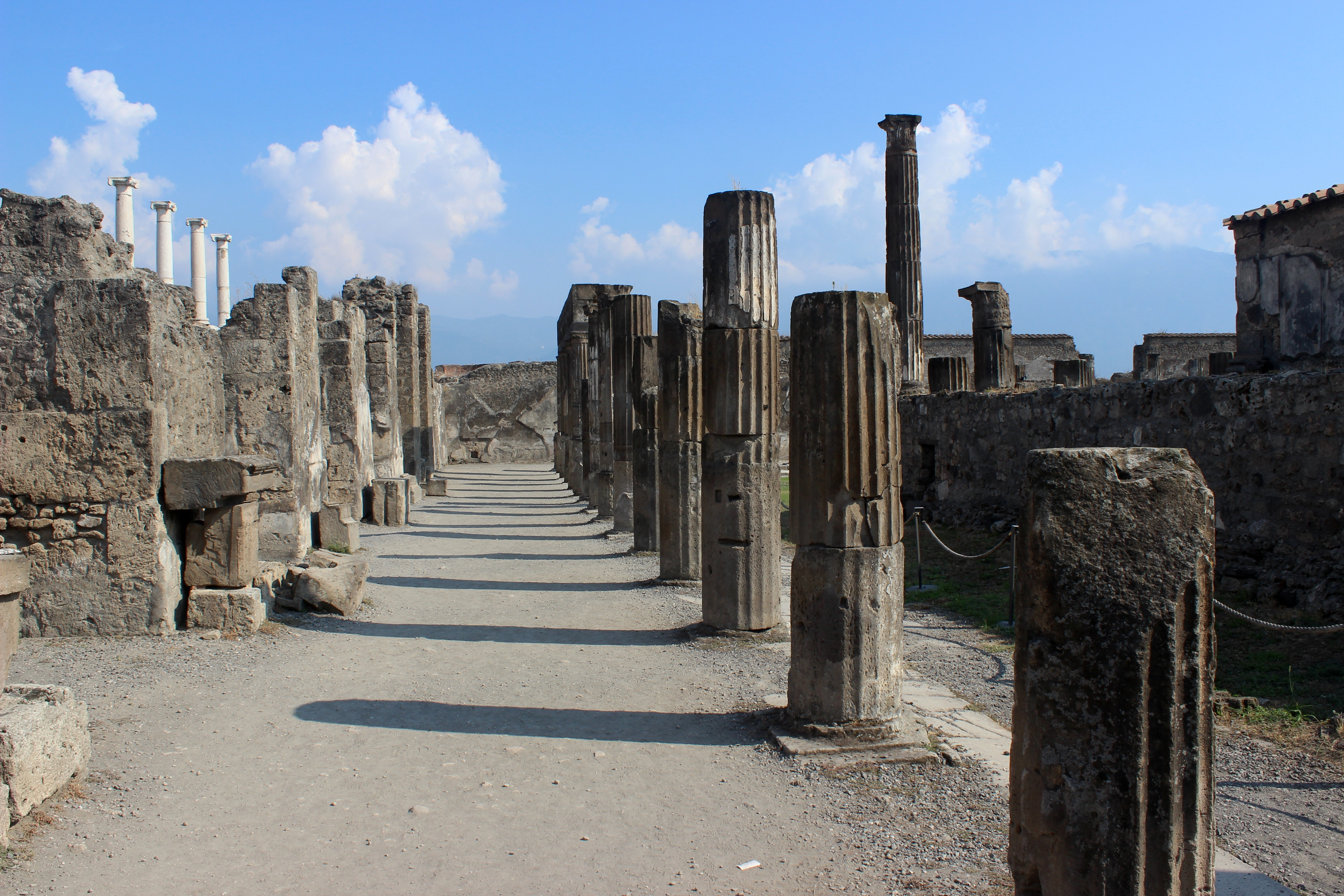
Templo de Apolo (Pompeya).

- En Tebas, el templo más antiguo, siglo IX a. C. probablemente dedicado a Apolo Ismenio. Parece que fue un edificio curvilíneo. A principios del siglo VII a. C. se construyó un templo dórico del que solo se han recuperado pequeñas partes.[35] Allí se celebraban las fiestas Dafneforias cada nueve años en honor de Apolo Ismenio (o Galaxio). Los participantes llevaban ramas de laurel (dafnai), y a la cabeza de la procesión, caminaba un joven (elegido sacerdote de Apolo), al que se llamaba «dafnéforo».[36]
- En Roma había un templo de Apolo dedicado a Apolo Medicus, probablemente junto al templo de la diosa de la guerra Belona.
- Templo de Apolo Actio del siglo V a. C., en el promontorio de Actium, en la costa de Acarnania.
- Templo de Apolo en Termon, en Etolia.
- Templo de Apolo Agieo (‘protector de las calles’) en la ciudad de Megalópolis, en Arcadia.
- Templo de Apolo en Apolonia (Epiro).
- Templo de Apolo en la isla de Ortigia, en Siracusa (Sicilia).
- Templo de Apolo en Figalia, en Arcadia.
- Templo de Apolo en Corinto.
- Templo de Apolo en Delos.
- Templo de Apolo Delfinio en Dreros, al noreste de Creta (siglo VIII a. C.)
- Templo de Apolo en Útica, norte de Túnez.[37]

Galería de templos de Apolo
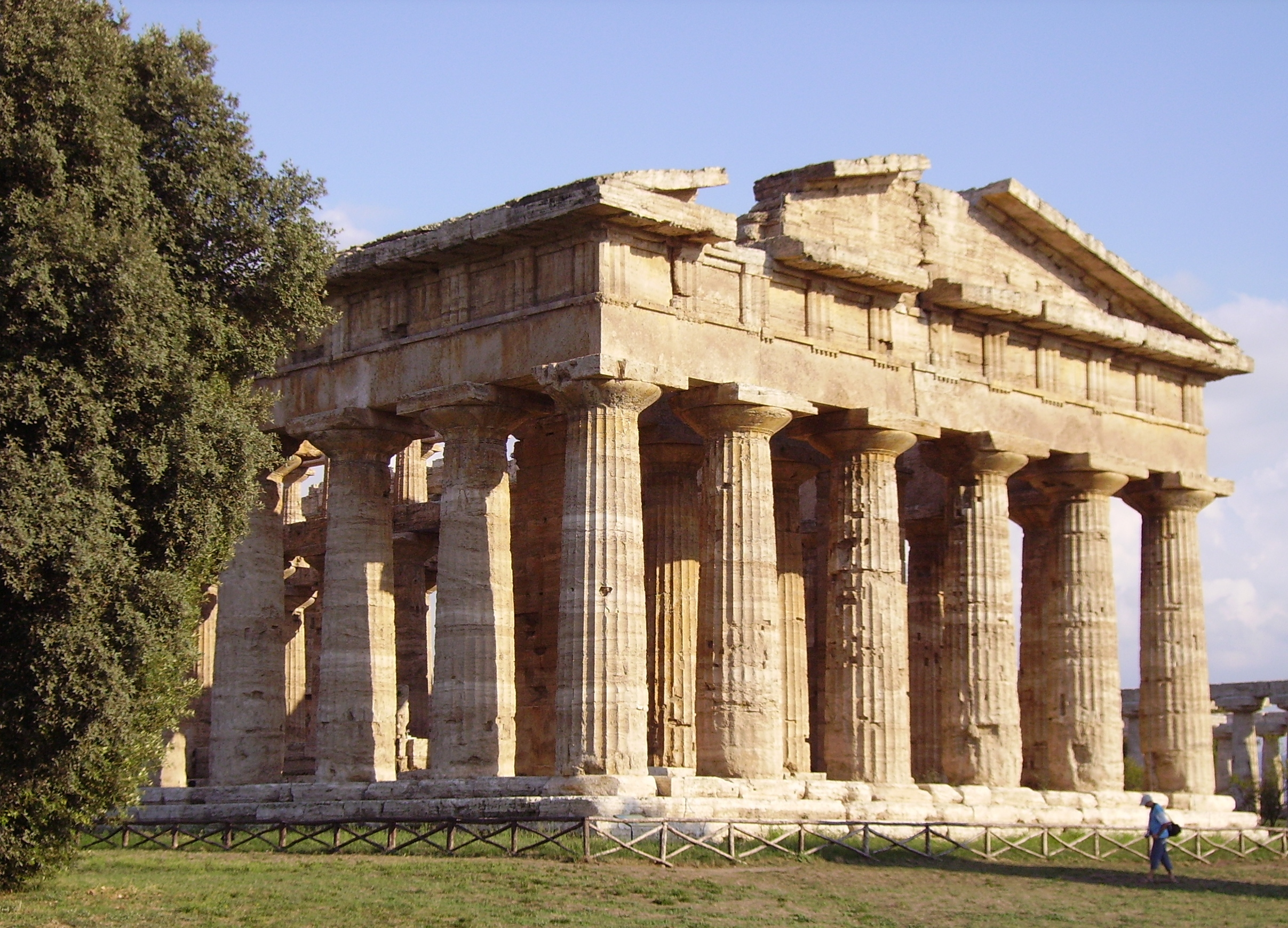
Paestum, siglo V a. C.
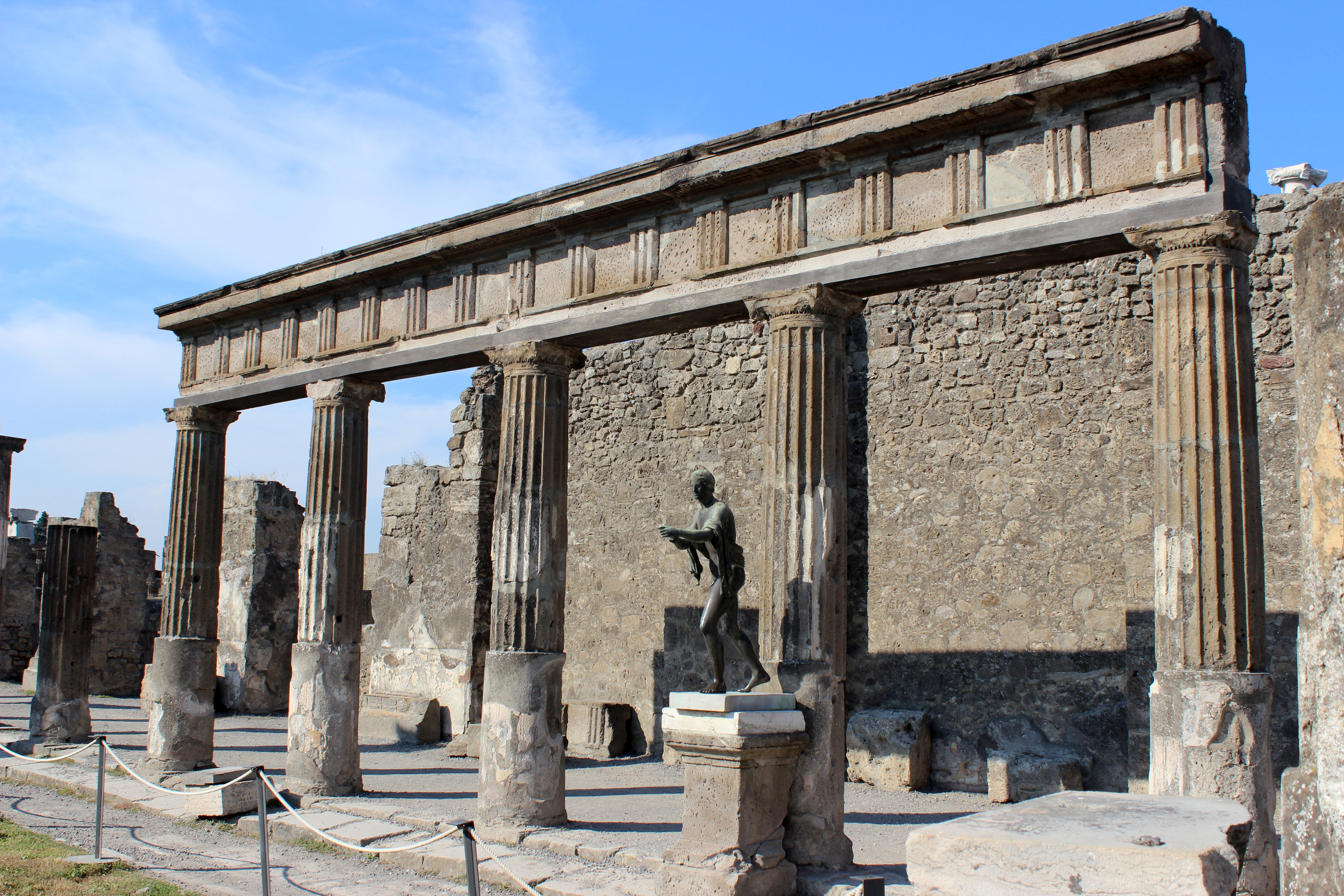
Pompeya
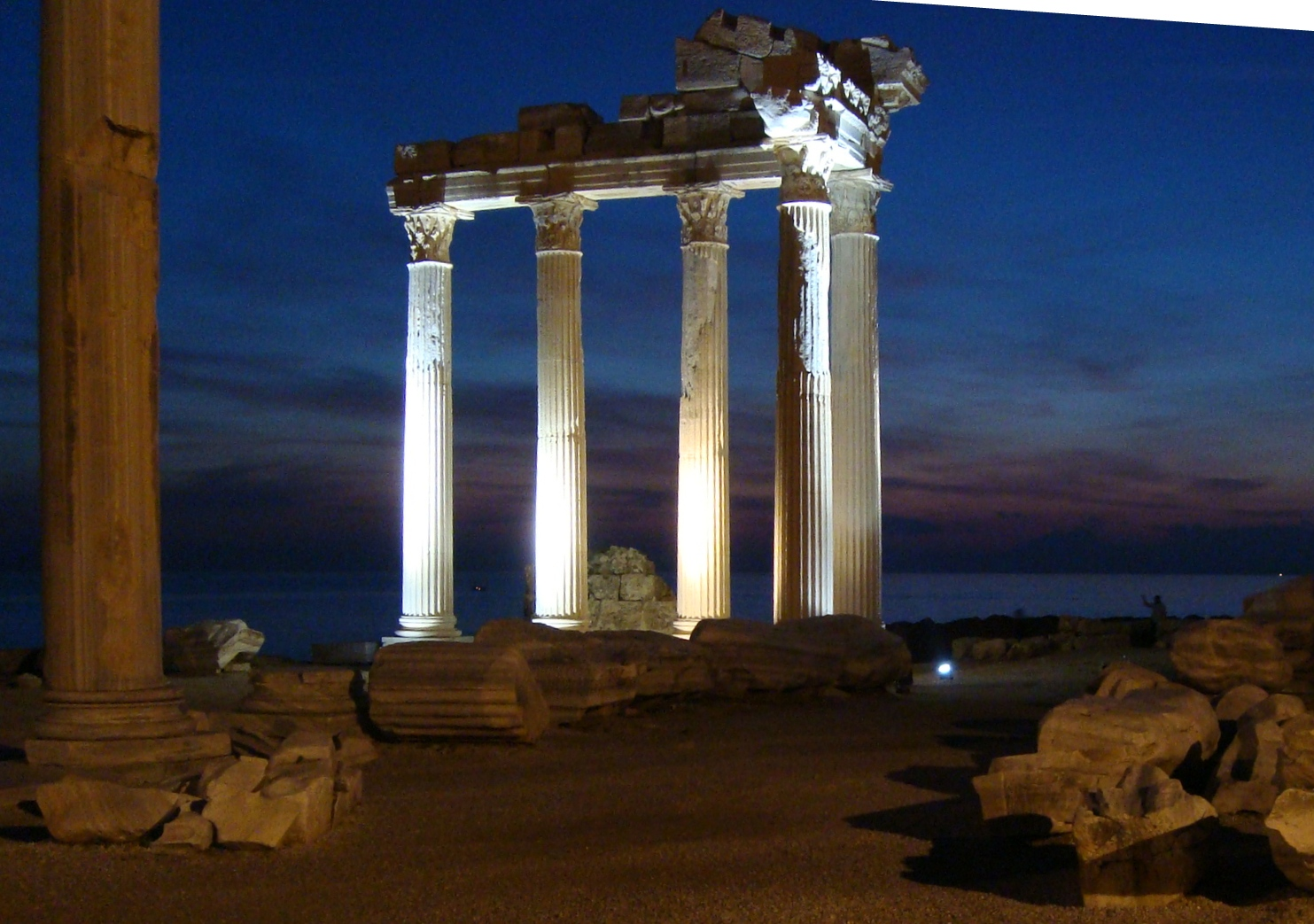
Corinto
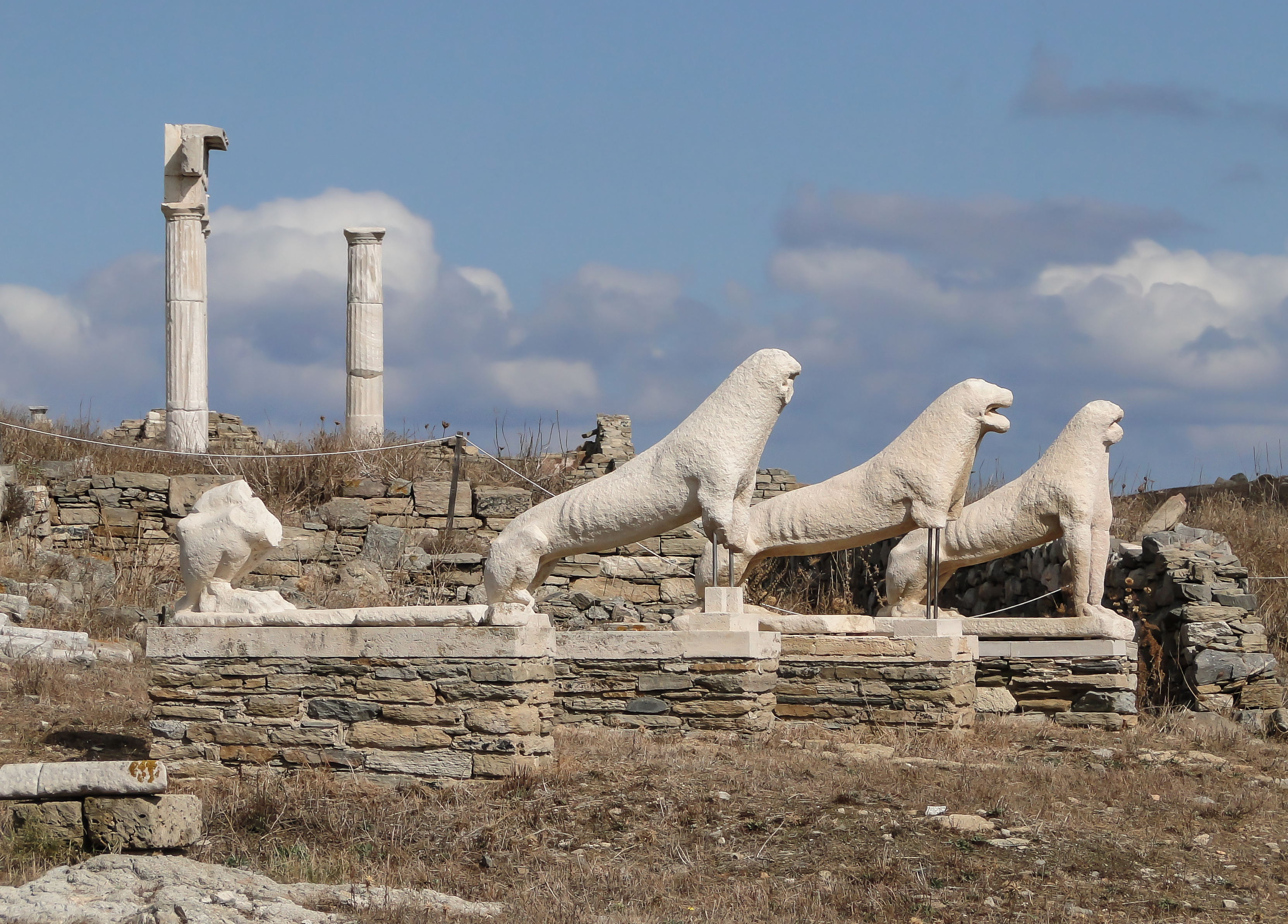
Delos
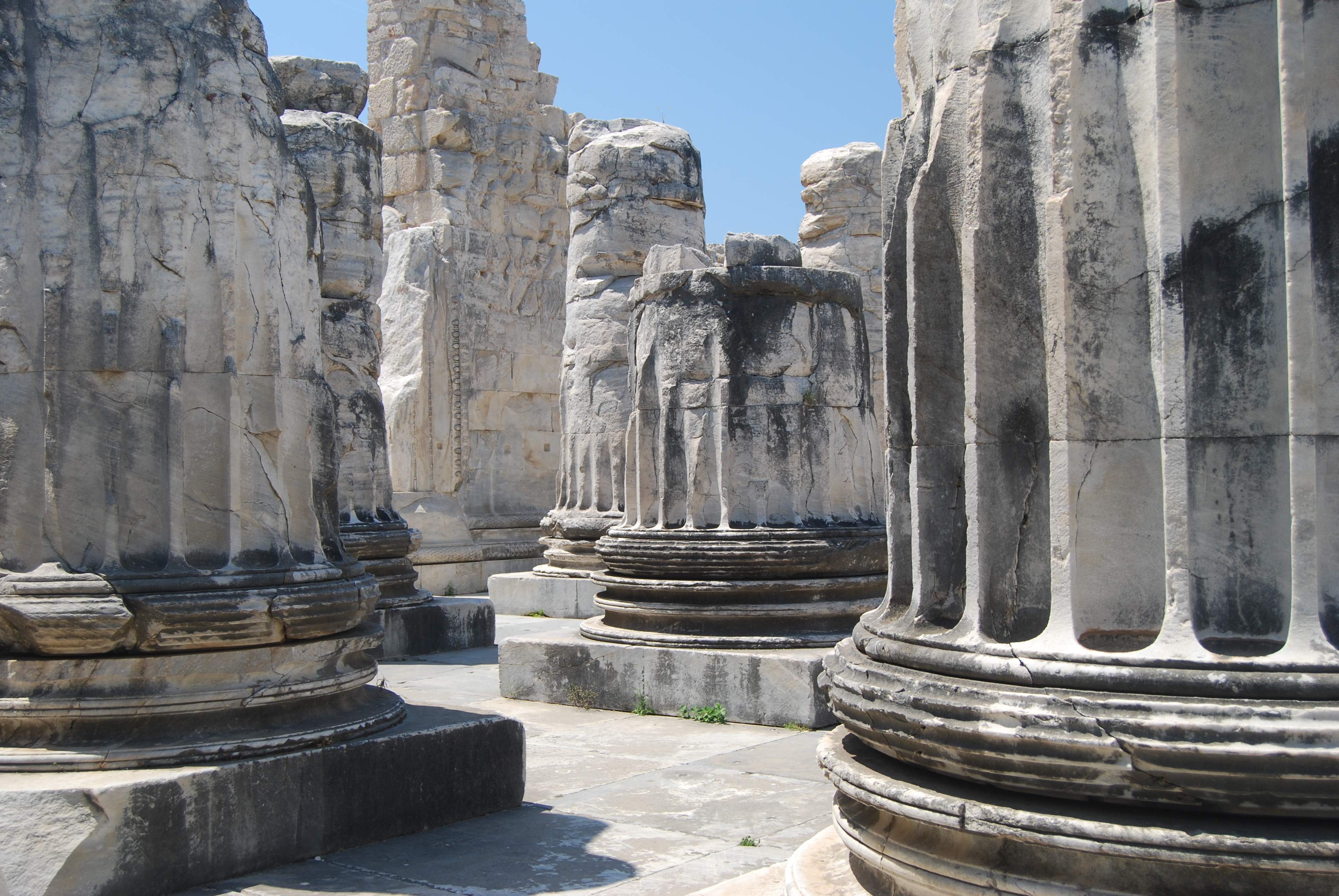
Dídima
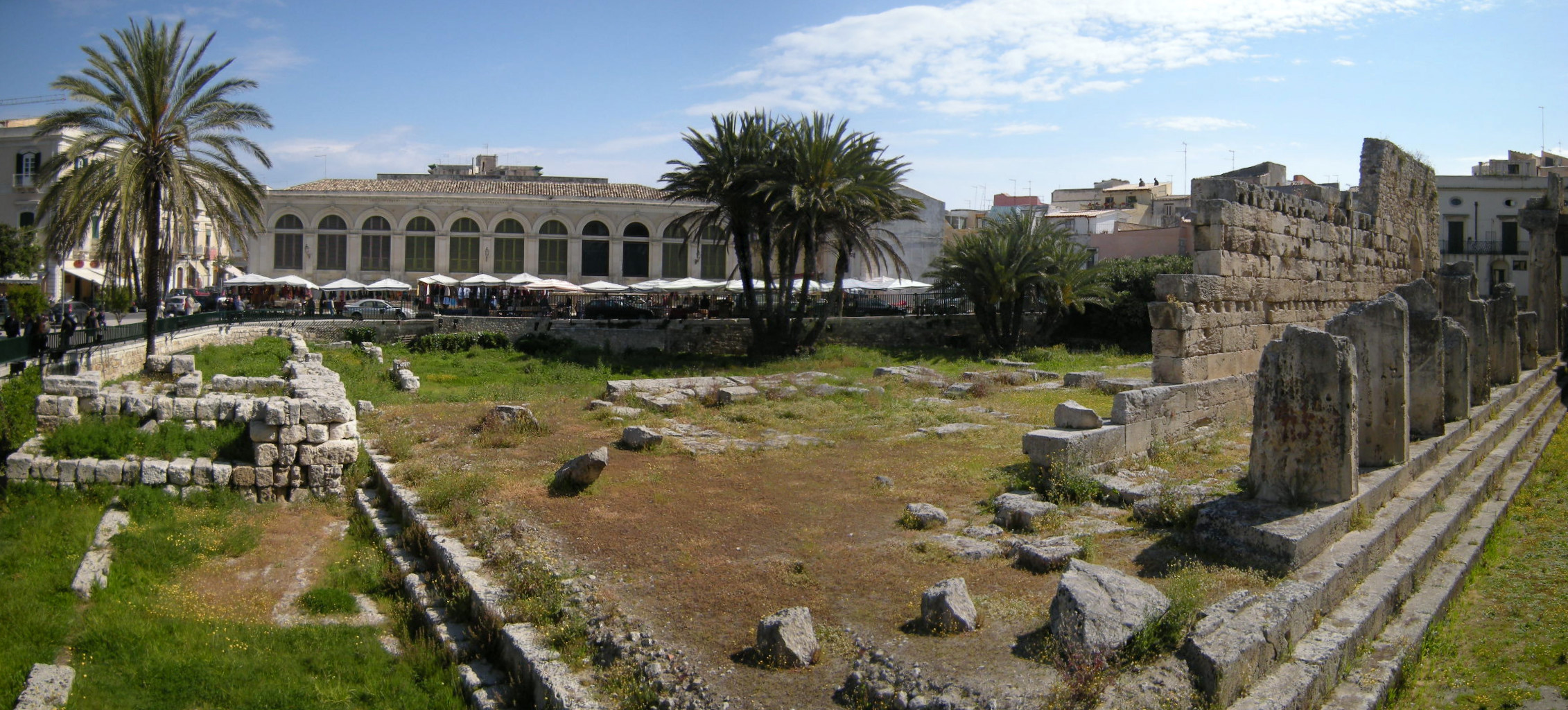
Siracusa
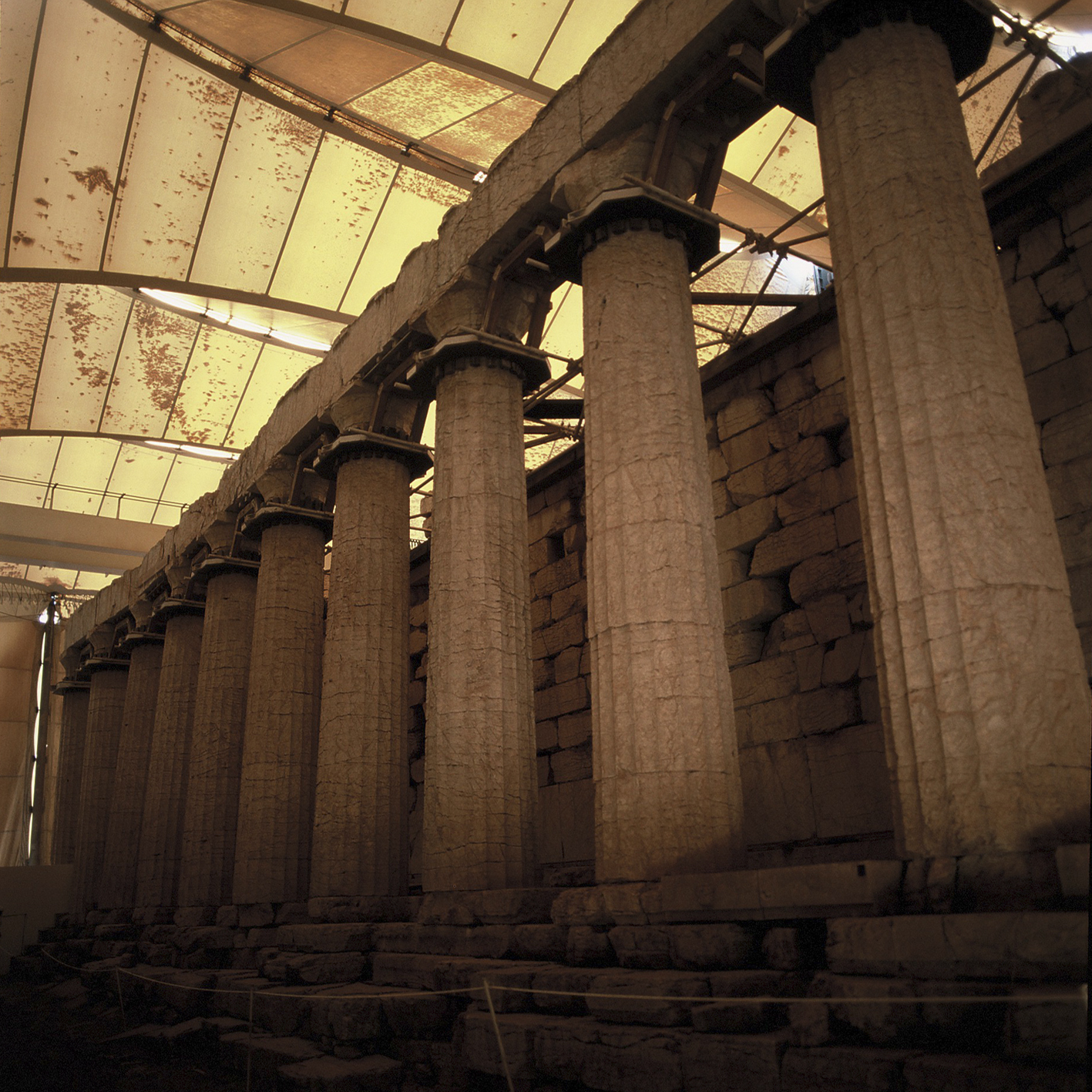
Basas
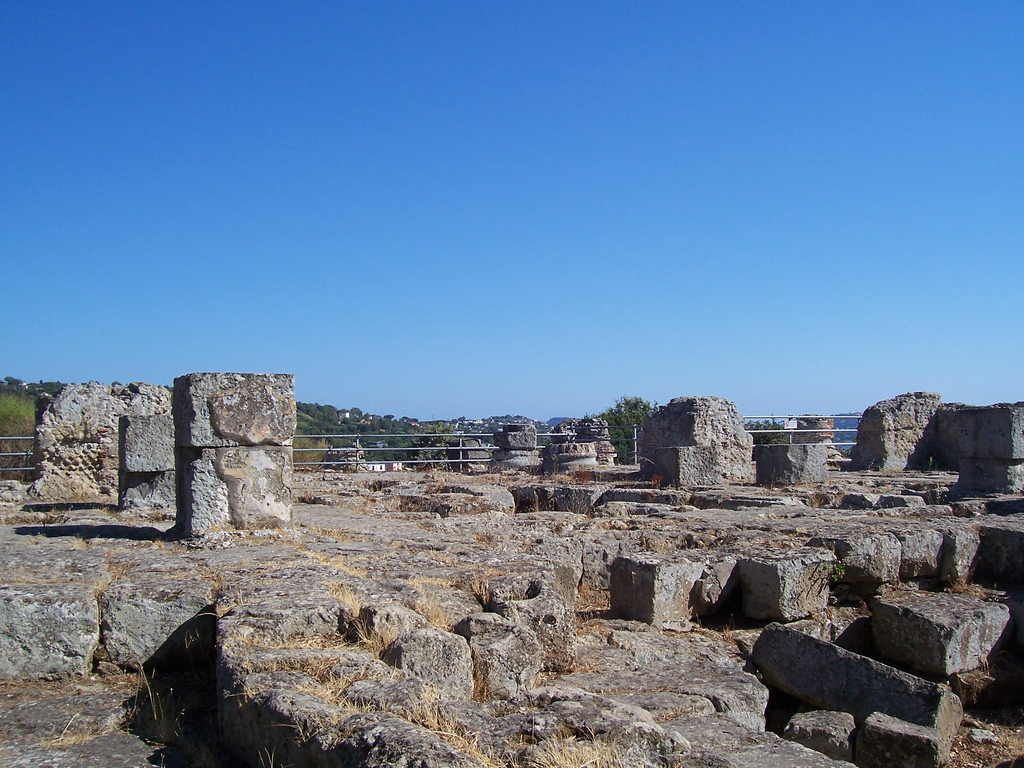
Cumas
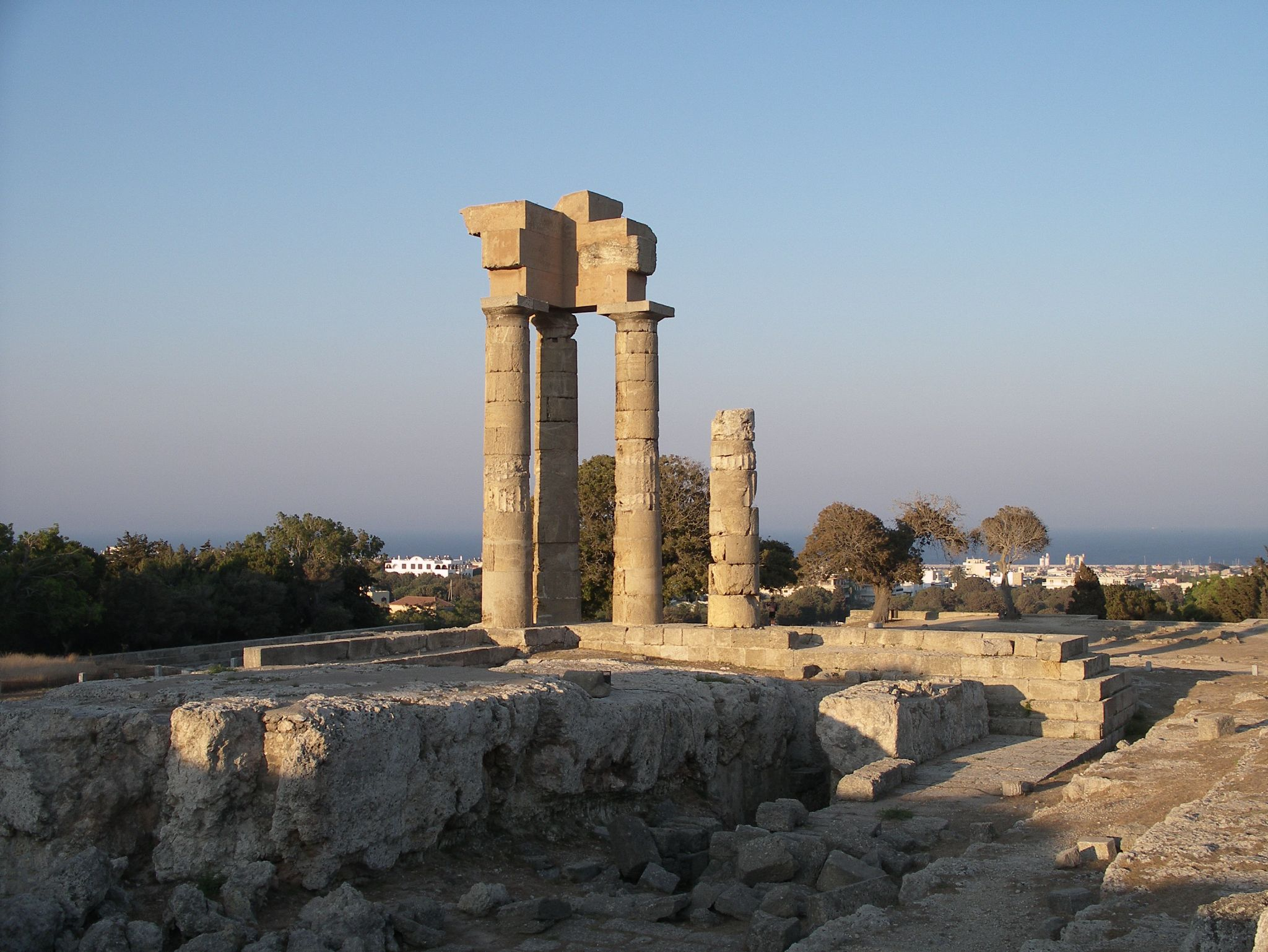
Rodas
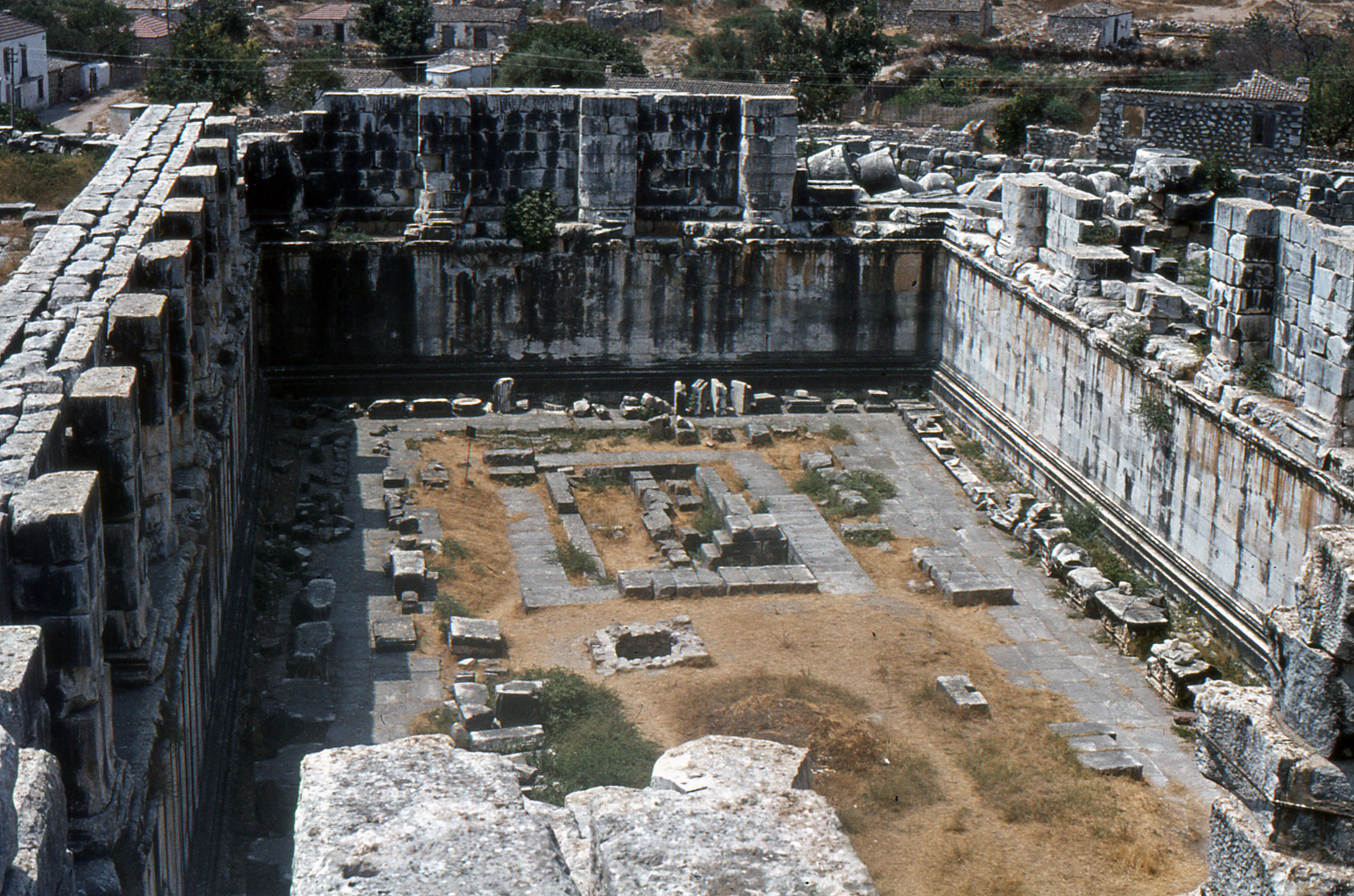
Dídima (2)
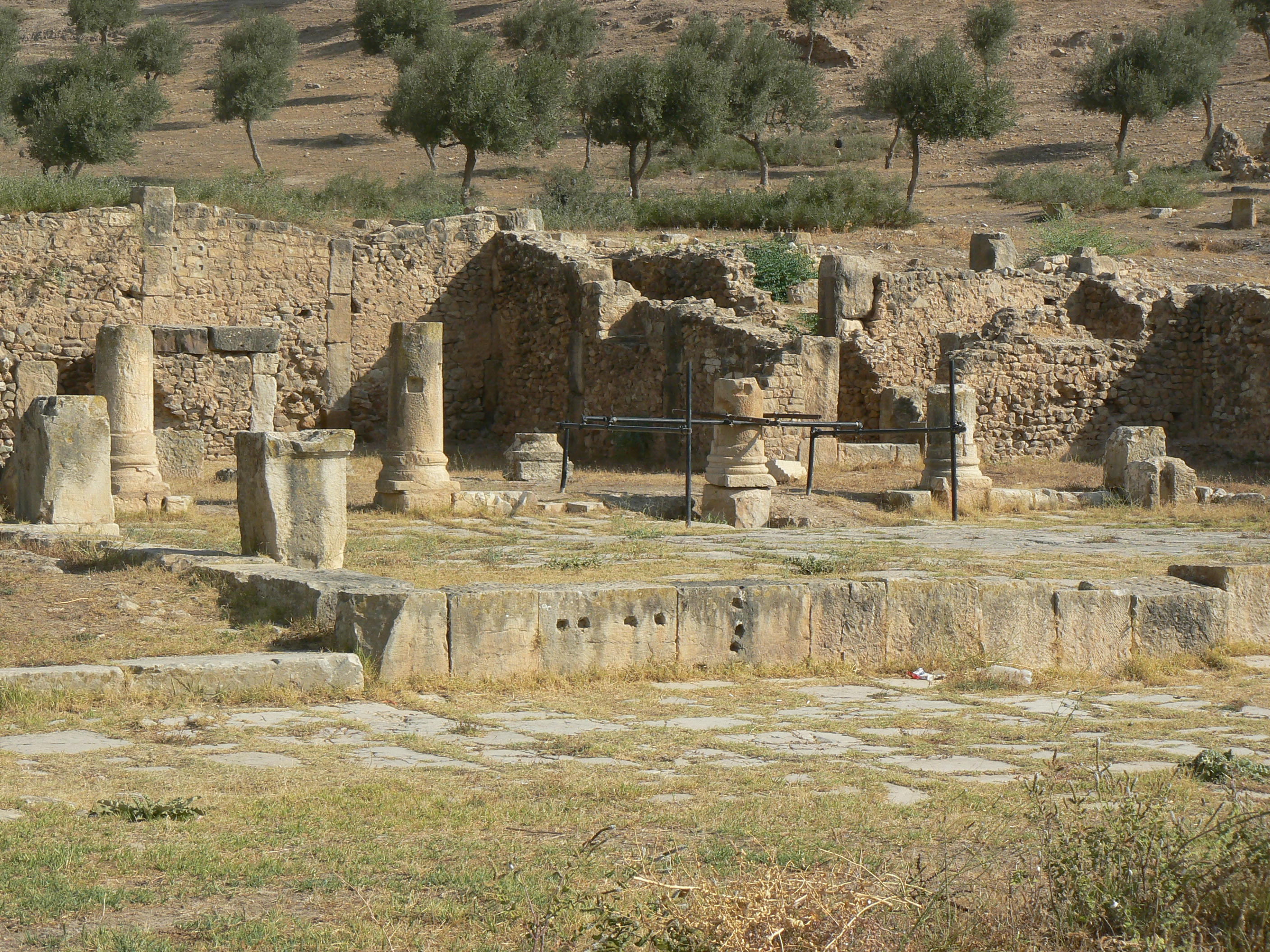
Bulla
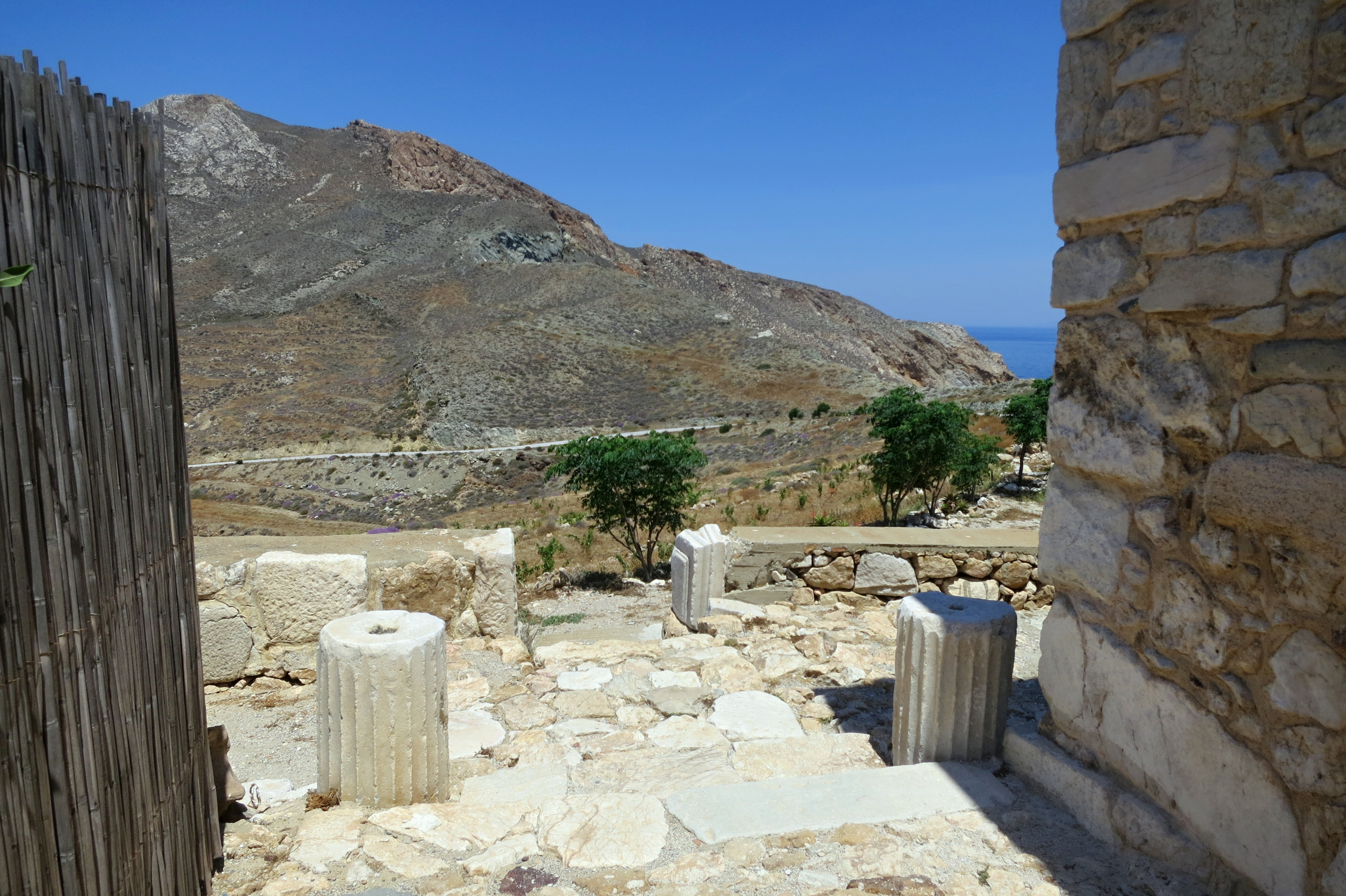
Zoodokos
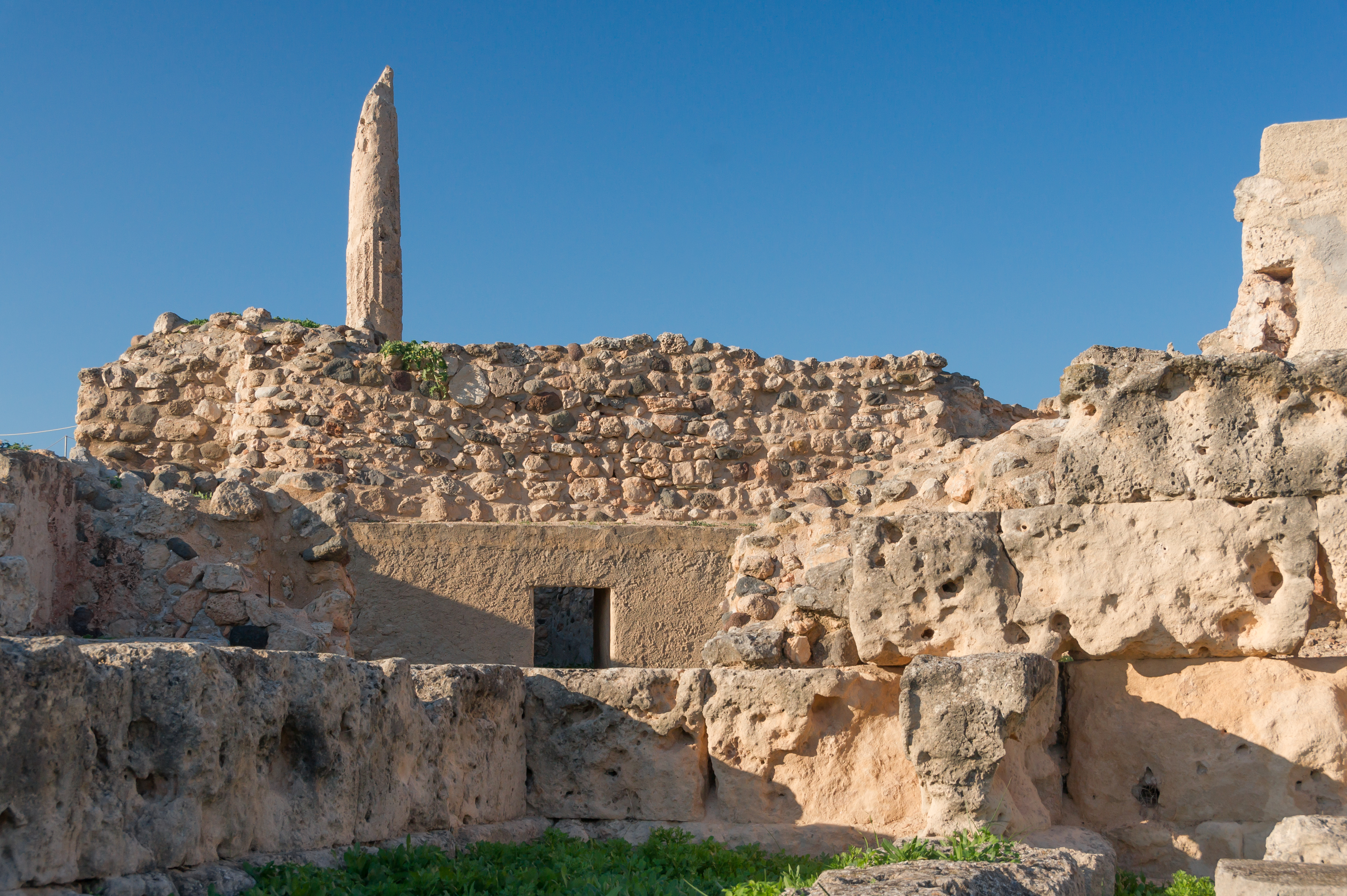
Egina
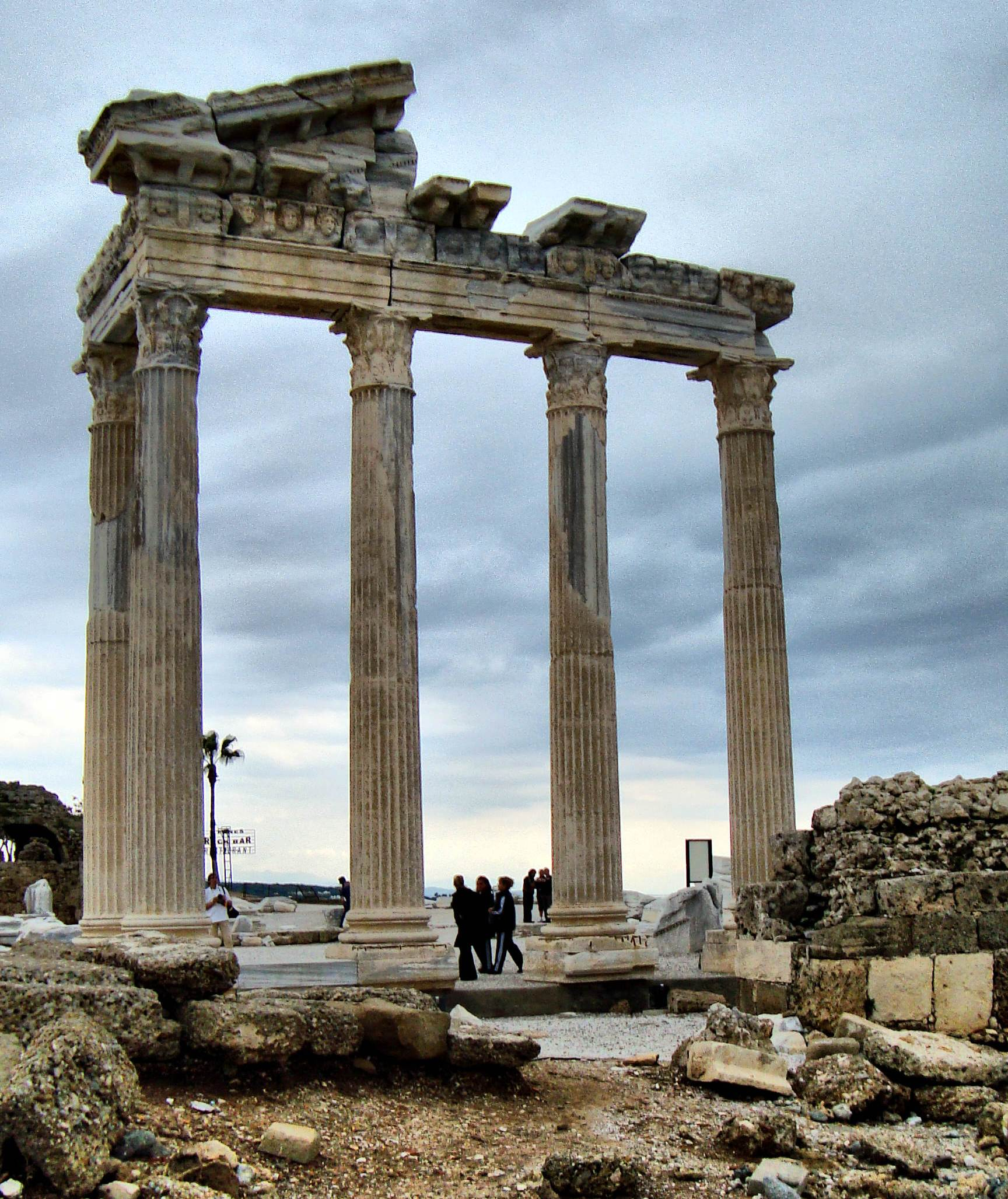
Antalya
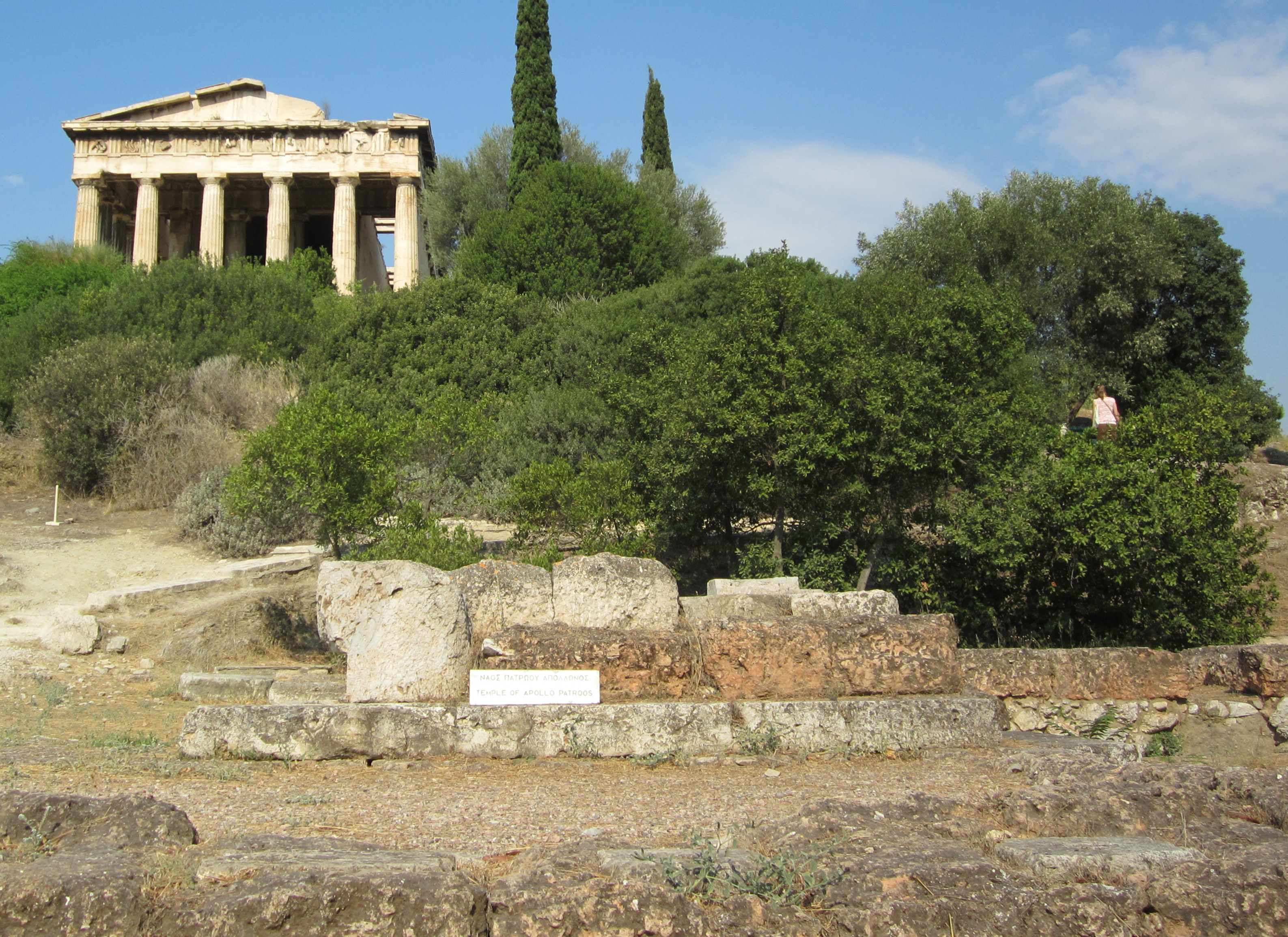
Patras

## Festivales
Los principales festivales celebrados en honor de Apolo eran las 
- Boedromias
- Carneas
- Carpias
- Dafneforias
- Delias
- Jacintias
- Metageitnias
- Pianepsias
- Pitias
- Targelias.

## Atributos y símbolos

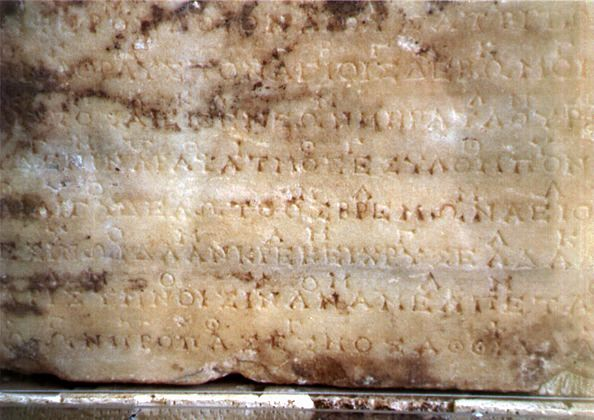
Uno de los dos himnos de Apolo en las murallas de Delfos que sobrevivieron al paso del tiempo. Este es el primer ejemplo conocido de notación musical de la historia: sobre las líneas recitadas se encuentran las correspondientes notas, a modo de cancionero.

Los atributos más comunes de Apolo eran el arco y la flecha. Entre sus atributos también se incluían la cítara (una versión avanzada de la lira), el plectro y la espada. Otro emblema común era el trípode sacrificial, representativo de sus poderes proféticos. El laurel se usaba en sacrificios expiatorios y también para elaborar la corona de la victoria en los Juegos Píticos, que se celebraban en su honor cada cuatro años en Delfos. La palmera también le estaba consagrada porque había nacido bajo una de ellas en Delos. Entre los animales que le estaban consagrados, se incluían los lobos, los delfines y los corzos, el cisne cantor y las cigarras (simbolizando la música), halcones, la corneja gris, cuervos y serpientes (en alusión a sus funciones como dios de la profecía), los ratones y los grifos, míticos híbridos de águila y león de origen oriental.
Como dios de la colonización, Apolo aconsejaba sobre las colonias, especialmente durante la época de mayor apogeo, de 750 a 550 a. C. Según la tradición griega, ayudó a los colonos cretenses o arcadios a fundar la ciudad de Troya. Sin embargo, esta historia podría reflejar una influencia cultural que tuviese la dirección contraria: textos cuneiformes hititas mencionan un dios de Asia Menor llamado Appaliunas o Apalunas en relación con la ciudad de Wilusa mencionada en inscripciones hititas, que actualmente se suele considerar idéntica a la griega Ilión por la mayoría de investigadores. En esta interpretación, el título Lykegenes puede leerse simplemente como ‘nacido en Licia’, lo que efectivamente corta el supuesto vínculo del dios con los lobos (posiblemente una etimología popular).
En el contexto literario Apolo representa la armonía, el orden y la razón, características que contrastaban con las de Dioniso, dios del vino, que representaba el éxtasis y el desorden. El contraste entre los papeles de estos dioses queda reflejado en los adjetivos apolíneo y dionisíaco. Sin embargo, los griegos pensaban en las dos cualidades como complementarias: los dos dioses son hermanos, y cuando Apolo en el invierno se marchaba a la Hiperbórea dejaba el oráculo de Delfos a Dioniso. Este contraste parece ser mostrado en los lados del jarrón Borghese.
Apolo es relacionado con frecuencia con el justo medio, siendo este el ideal griego de moderación y una virtud opuesta a la gula.

## Influencia de Apolo en el arte de Grecia

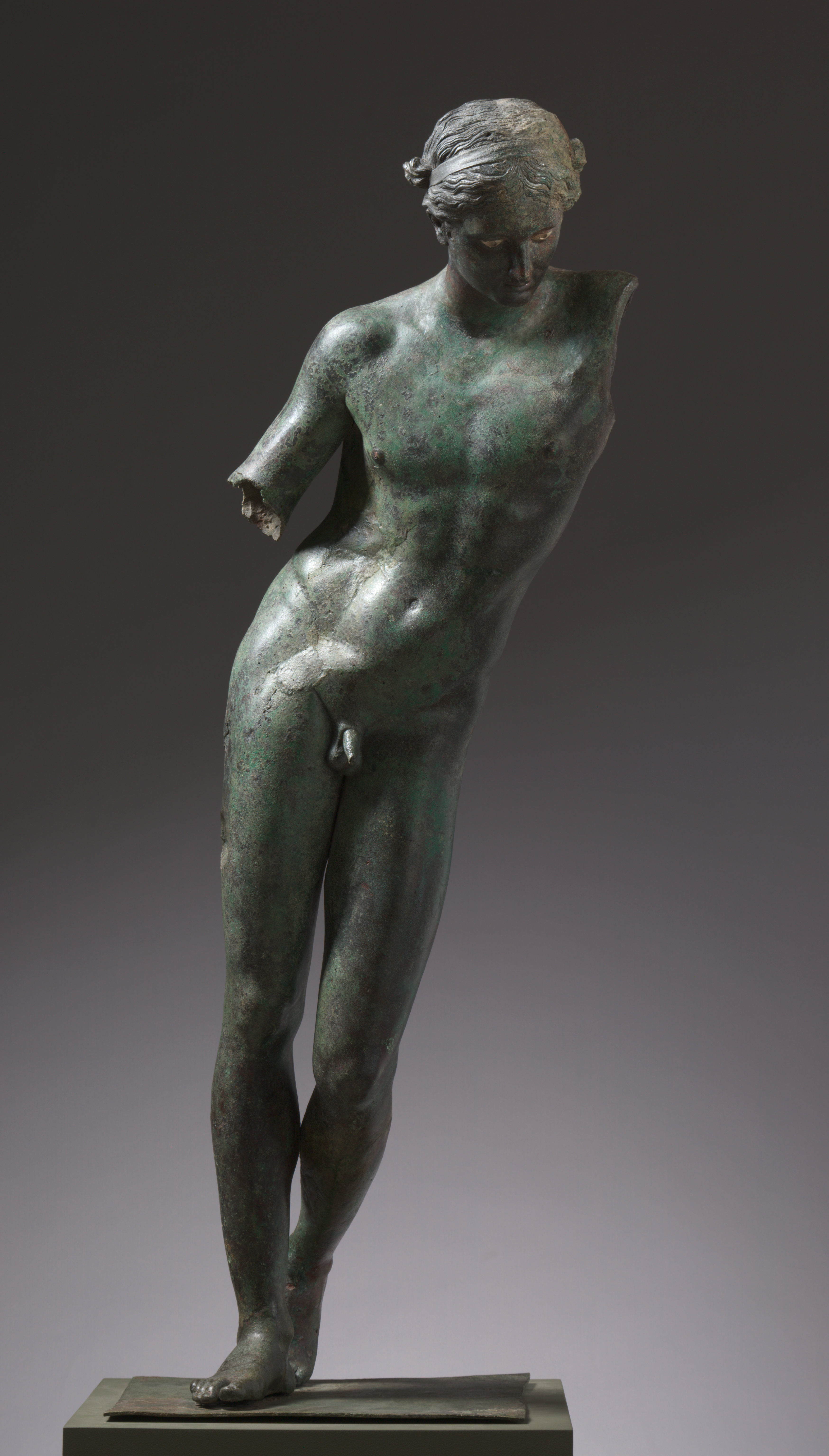
Apolo Sauróctono o Apolo de Cleveland (Cleveland Museum of Art), bronce helenístico atribuido a Praxiteles del que se conocen antiguas copias en mármol, la más célebre de ellas en el Museo del Louvre.

El culto a Apolo como patrón de las Artes y el respectivo culto a las musas, era de vital importancia en la Antigua Grecia, y a quienes les debieron el progresivo desarrollo en todas las ramas artísticas (que son los fundamentos de los actuales en curso), como el teatro, la música, la danza, la poesía, la pintura. Los griegos consideraban a la música muy importante en sus vidas, por esa razón es posible ver en vasijas y pinturas representaciones de personas ejecutando sus instrumentos. Por primera vez se desarrollaron las teorías de la música en el s. VII a. C., a partir de los estudios de Pitágoras, estableciéndose las siete notas, el estudio de las escalas, conceptos de quinta justa y octavas, y las trilogías I-IV-V (fundamentos utilizados en los diversos géneros musicales de la actualidad). Mientras tanto el teatro estableció los géneros del drama, la comedia y la tragedia. La construcción de teatros florecieron a lo largo de toda la Hélade.
En el arte Apolo es representado como un hombre joven, imberbe y guapo, a menudo con una cítara (como Apolo Citaredo) o un arco en la mano, o reclinado sobre un árbol (los tipos Apolo Licio y Apolo Sauróctono). El Apolo de Belvedere es una escultura en mármol que fue redescubierta a finales del siglo XV y que desde el Renacimiento hasta el XIX ha epitomado los ideales de la Antigüedad clásica para los europeos. Se trata de una copia helenística o romana de un original en bronce del escultor griego Leocares hecha entre 350 y 325 a. C.
En el mosaico de suelo romano de finales del siglo II de El Djem (la romana Tisdro) puede identificársele como Apolo Helios por su halo radiante, aunque entonces incluso la divina desnudez de un dios se oculta bajo su túnica, señal de crecientes convenciones de modestia en el Imperio tardío. Otro mosaico de Apolo con halo, de Hadrumento, está en el Museo Arqueológico de Susa. Las convenciones de esta representación —cabeza ladeada, labios levemente abiertos, grandes ojos, corte de pelo anástole - en rizos cayendo sobre el cuello- se desarrollaron en el siglo III a. C. para representar a Alejandro Magno. Siglos después las representaciones de Cristo y los santos cristianos serían idénticas a restos arqueológicos hallados, en los cuales se distingue a Apolo rodeado con halos de luz o destellos solares, como en un mosaico hallado en Cartago.
En la ciudad cretense de Dreros, fue hallada una estatuilla de Apolo realizada en el estilo orientalizante temprano de finales del siglo VIII a. C. (o bien hacia 650 a. C.), usando la técnica del sphyrelaton, esto es, martillando láminas de bronce sobre un núcleo de madera que les daba forma. Tiene 80 cm y posee unos pectorales muy marcados. Actualmente se encuentra en el Museo Arqueológico de Heraclión.
Otras representaciones antiguas reseñables son el Apolo de Piombino y el Gran Apolo dorado de Lillebonne, ambos conservados en el Museo del Louvre.

## Mitología

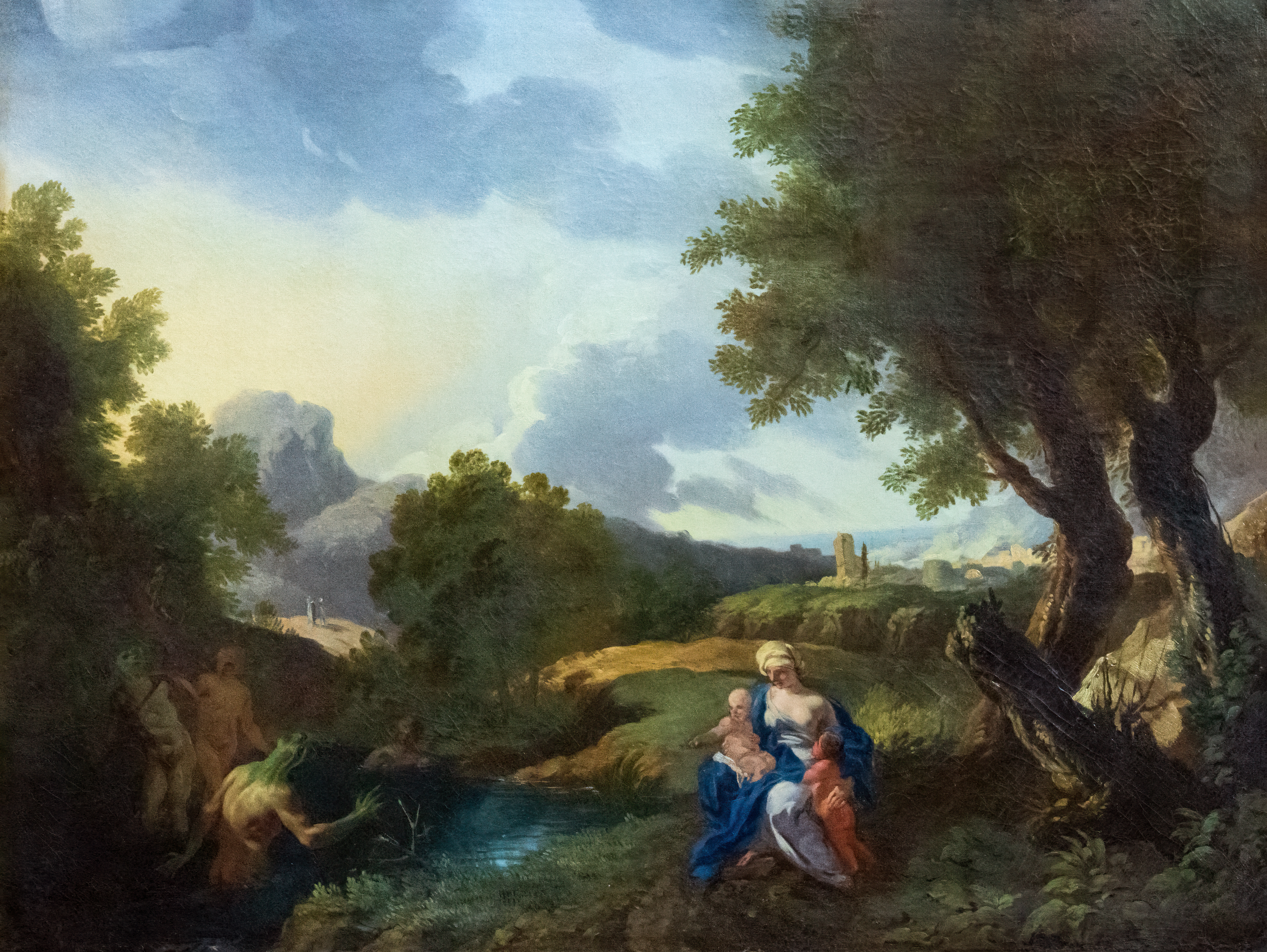
Andrea Locatelli, Leto y los pastores de Licia, Museo de Arte e Historia de Narbona

Las primeras referencias literarias a Apolo se encuentran en Homero, en la propia fundación de la literatura griega. Apolo es citado en la Odisea y es uno de los dioses protagonistas de la Ilíada. Como es evidente, a pesar de la incertidumbre sobre el origen del mito y de la ausencia de documentación anterior, en el siglo VIII a. C. ya estaba consolidado. En la época de la formación de los himnos homéricos, el dios ya aparecía tan cargado de atributos que el poeta consideraba difícil elegir por dónde empezar su elogio.

¿Cómo te debo cantar, celebrado como eres por toda clase de himnos?
Himno homérico III, a Apolo, 19.

### Nacimiento
Cuando supo Hera que Leto estaba embarazada y que Zeus era el padre, prohibió que diera a luz en tierra firme, o el continente, o cualquier isla del mar. En su deambular, Leto encontró la recién creada isla flotante de Delos, que no era el continente ni una isla real, y dio a luz allí. La isla estaba rodeada de cisnes. Después, Zeus aseguró Delos al fondo del océano. Más tarde esta isla fue consagrada a Apolo.
También se afirma que Hera secuestró a Ilitía, la diosa de los partos, para evitar que Leto diese a luz. Los demás dioses engañaron a Hera para que la dejase ir ofreciéndole un collar de ámbar de ocho metros de largo. Los mitógrafos coinciden en que primero nació Artemisa y esta ayudó a nacer a Apolo, o que Artemisa nació un día antes que Apolo, en la isla de Ortigia, y que ayudó a Leto a cruzar el mar hasta Delos el día siguiente para dar a luz a Apolo. Apolo nació el séptimo día (ἡβδομαγενης) de Targelión, según la tradición delia o en el mes de Bisio según la tradición délfica. Los días 7 y 20, lunas nueva y llena, estuvieron desde entonces consagrados a él.
Autores posteriores ya dividían a Apolo como una multiplicidad, haciéndose eco de las diferentes filiaciones. Aristóteles enumera, en primer lugar, al hijo de Hefesto y Atenea (es decir, Erictonio); en segundo lugar, el hijo de Cirbas o Cirbante en Creta; en tercer lugar, el hijo de Zeus; en cuarto lugar, el arcadio hijo de Sileno llamado entre los arcadios Nomio. Además de estos, cuenta al libio, hijo de Amón y Dídimo el gramático añade un sexto, el hijo de Magnes.

### Origen del mito de la lira
Hermes nació en el monte Cilene en Arcadia. Esta historia se cuenta en el himno homérico a Hermes, como se sabe, es el dios de los negocios, las travesías, y los ladrones. Su madre, Maia, había quedado embarazada de una aventura amorosa con Zeus. Maia recostó a dormir al infante Hermes, y este escapó cuando ella dormía. Corrió a Tesalia, donde Apolo estaba pastoreando su ganado. En un descuido, el infante Hermes robó varias de sus vacas y las llevó a una cueva en los bosques cercanos a Pilos, borrando sus huellas. En la cueva encontró una tortuga, la mató y vació el caparazón sacando las entrañas. Usó los intestinos de una de las vacas y el caparazón de la tortuga para hacer la primera lira. Apolo se quejó a Maia de que su hijo había robado su ganado, pero Hermes ya había vuelto a las mantas en las que ella le había dejado haciéndose pasar por dormido, por lo que Maia rehusó creer las afirmaciones de Apolo. Zeus intervino y afirmando haber visto los hechos, secundó a Apolo. Entonces Hermes empezó a tocar música en la lira que había inventado. Apolo, un dios de la música, se enamoró del instrumento y ofreció permitir el intercambio del ganado por la lira. Así, Apolo se convirtió en un maestro de la lira. 

### Origen del mito de Delfos
Cuatro días después de su nacimiento, Apolo mató al dragón ctónico Pitón, que vivía en Delfos junto a la fuente de Castalia. Esta fuente era la que emitía los vapores causantes de que el oráculo de Delfos hiciese sus profecías. Hera envió a la serpiente para perseguir y matar a Leto por todo el mundo. Para proteger a su madre, Apolo suplicó a Hefesto un arco y flecha. Tras recibirlos, Apolo arrinconó a Pitón en la cueva sagrada de Delfos. Apolo mató a Pitón pero fue castigado por ello, ya que Pitón era un hijo de Gea.
Hera envió entonces al gigante Ticio a matar a Leto. Esta vez Apolo fue ayudado por su hermana Artemisa en la protección de su madre. Durante la batalla Zeus cedió finalmente su ayuda y arrojó a Ticio al Tártaro. Allí fue sujetado al suelo de roca, cubriendo nueve acres, y una pareja de buitres le comían el hígado diariamente.

### Duelos musicales

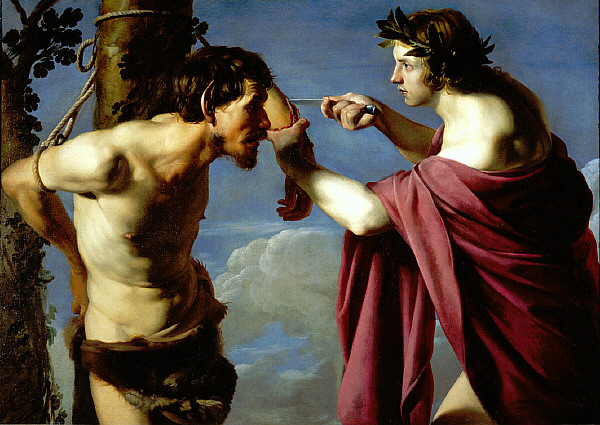
Bartolomeo Manfredi, Apolo desollando a Marsias, Museo de Arte de San Luis

- En una ocasión Pan tuvo la audacia de comparar su música con la de Apolo, y de retar a este, el dios de la cítara, a una prueba de habilidad. Tmolo, el dios montaña, fue elegido árbitro. Pan sopló sus flautas, y con su rústica melodía dio gran satisfacción a él mismo y solamente a su ferviente seguidor, el rey Midas que estaba presente. Entonces Apolo pulsó las cuerdas de su lira. Tmolo inmediatamente declaró vencedor a Apolo, y todos (salvo Midas) estuvieron de acuerdo. Este disintió, y cuestionó la justicia del fallo. Apolo no quiso volver a sufrir tan depravado par de oídos, e hizo que sus orejas se le convirtieran en orejas de burro.
- Marsias era un sátiro que desafió a Apolo a un concurso de música. Había encontrado un aulos (flauta de dos tubos) en el suelo, que había tirado la diosa Atenea tras inventarlo porque hacía que sus mejillas se hinchasen. El concurso fue juzgado por las Musas. Después de que cada uno tocase, ambos eran considerados iguales, hasta que Apolo decretó que se tocara y cantase al mismo tiempo. Como él tocaba la lira, podía hacerlo, pero el aulos es un instrumento de viento. Marsias se vio derrotado, por lo tanto Apolo fue declarado vencedor. Apolo desolló vivo a Marsias en una cueva cerca de Calaenae en Frigia por su hibris (orgullo desmedido) al desafiar a un dios. Su sangre derramada se convirtió en el río Marsias. Otra versión es que Apolo tocó su instrumento del revés, cosa que Marsias tampoco podía hacer, por lo que Apolo lo colgó de un árbol y lo despellejó vivo.[47]

- Apolo también compitió en un concurso de lira con Cíniras, su hijo, quien se suicidó tras perder.

### La guerra de Troya

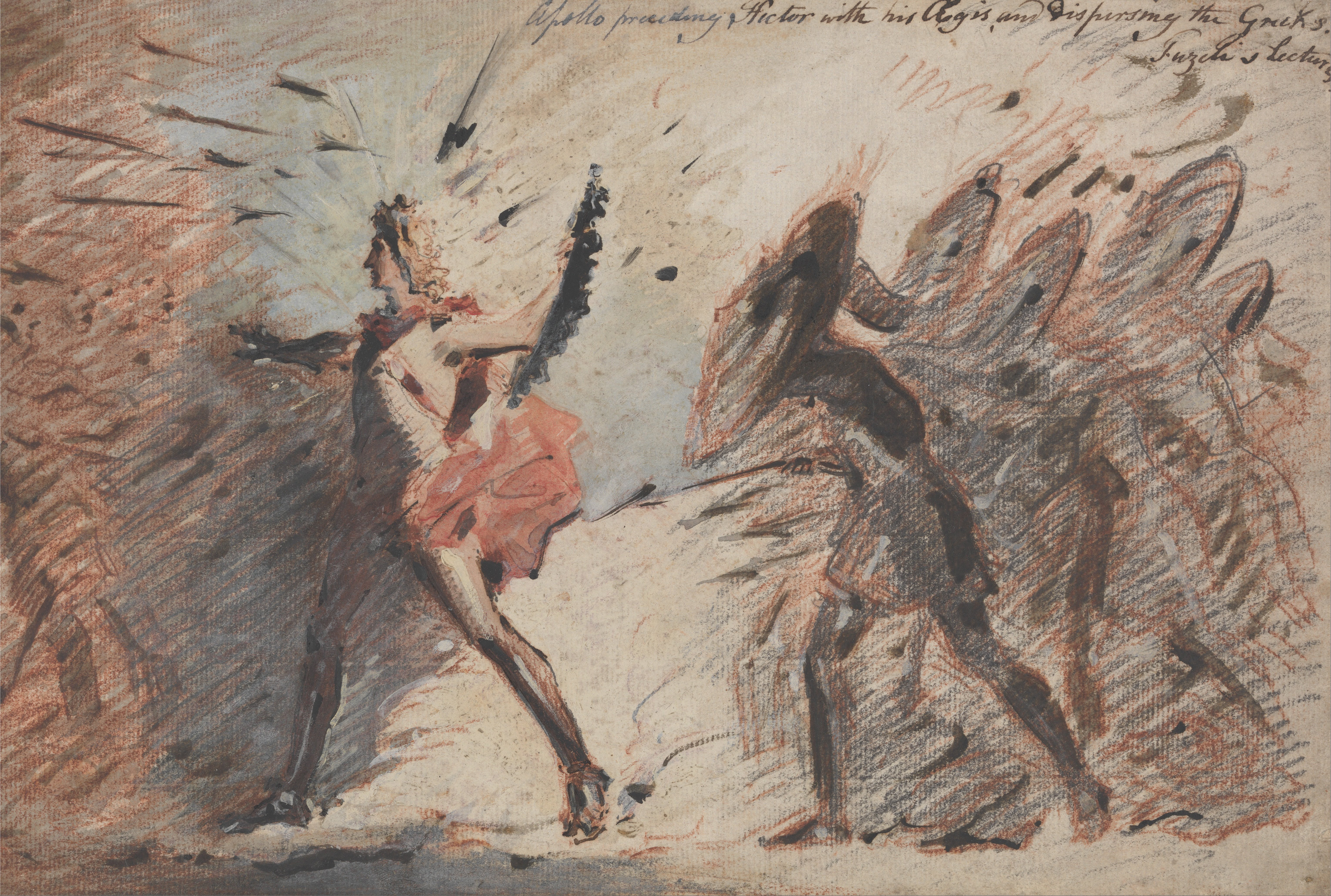
Apolo protegiendo al ejército troyano. La Ilíada cuenta que Afrodita y Ares lucharon junto a él. (John Flaxman, 1826).

Aunque en un primer momento, su padre Zeus pidió a sus hijos dioses que no interviniesen en la guerra de Troya, estos terminaron finalmente participando, divididos en ambos bandos. Apolo y Afrodita convencieron a Ares que luchase del lado troyano, puesto que dos de los hijos de Apolo formaban parte del lado troyano, Héctor y Troilo. 
En la Ilíada, Apolo interfirió ante el insulto de Agamenón a Crises, uno de sus sacerdotes, cuya hija Criseida había sido secuestrada. Crises fue instado a retirarse lejos de los aqueos, quien en su retirada solitaria, en llantos imploró al dios Apolo ante tal injusticia, a lo que Apolo inundó el campamento aqueo de flechas infectadas, y exigió su liberación. Los aqueos terminaron por ceder, provocando indirectamente la furia de Aquiles.
Apolo ayudó a Paris a matar a Aquiles guiando la flecha de arco hasta el talón de este, en venganza por el sacrilegio de Aquiles al matar a Troilo y Héctor, hijos de Apolo.

## Las musas de Apolo
En la mitología griega, las musas (en griego antiguo μοῦσαι «mousai») son las divinidades inspiradoras de las Artes, y cada una de ellas está relacionada con ramas artísticas y del conocimiento. Hijas de Zeus, compañeras del séquito de Apolo, dios de la música y patrón de las bellas artes, quien tuvo romances con cada una de ellas, dejando descendientes. Bajaban a la tierra a susurrar ideas e inspirar a aquellos mortales que las invocaran. Alrededor de los siglos VIII-VII a. C. prevaleció en todo el territorio de la Hélade la adoración de las nueve Musas, que son Calíope, Clío, Erato, Euterpe, Melpómene, Polimnia, Talía, Terpsícore y Urania. De la palabra musa proviene la palabra música. Fueron de vital importancia para el desarrollo artístico en la Antigua Grecia.

La nueve Musas
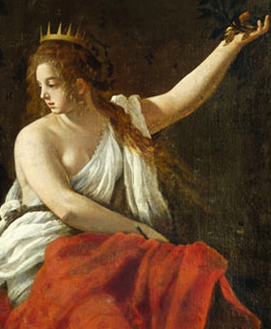
Calíope
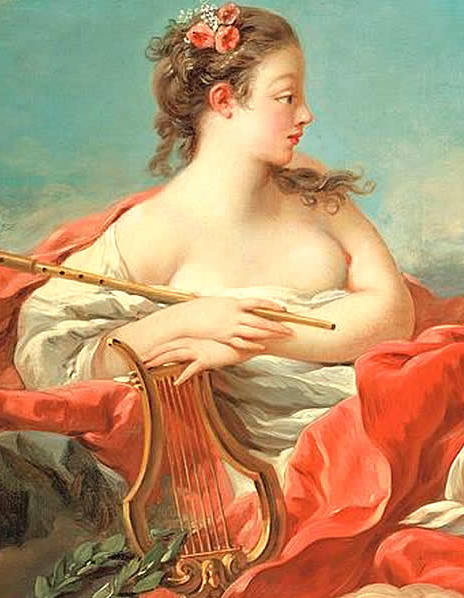
Erató
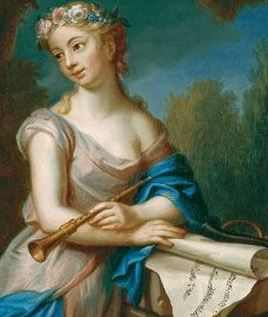
Clío
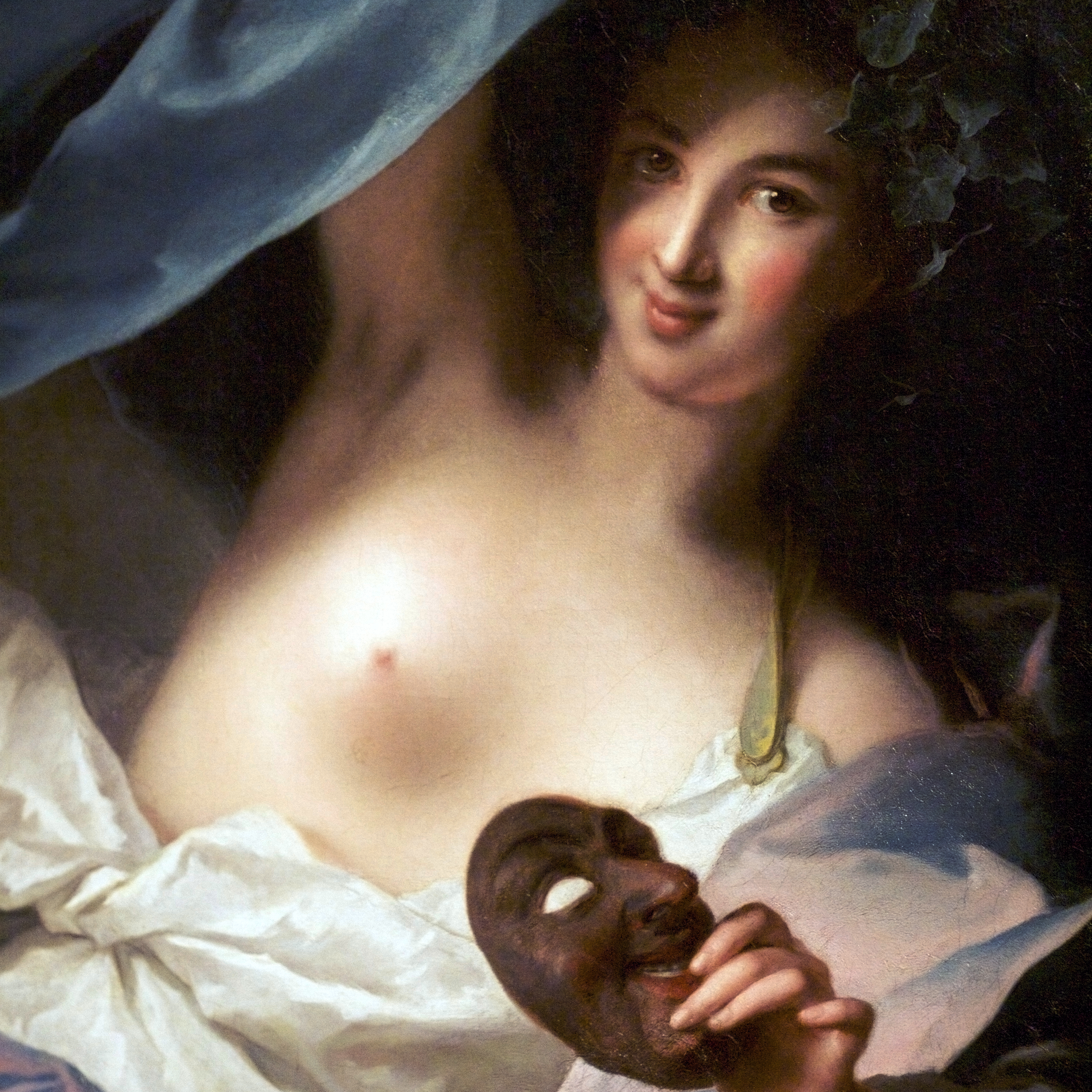
Talía
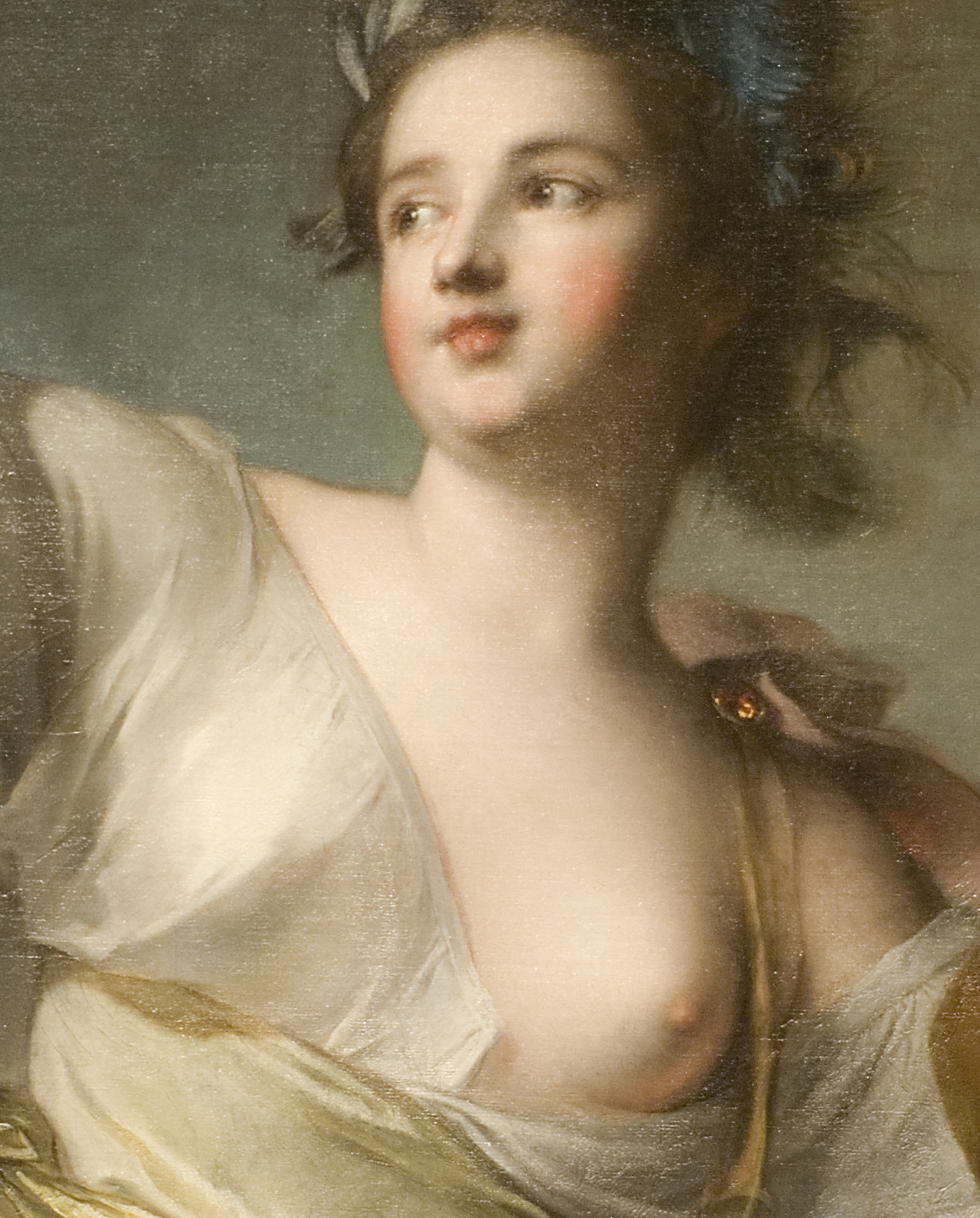
Terpsícore
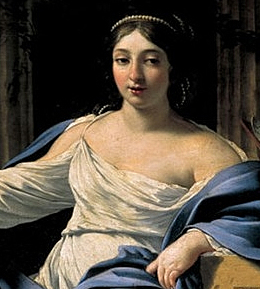
Polimnia
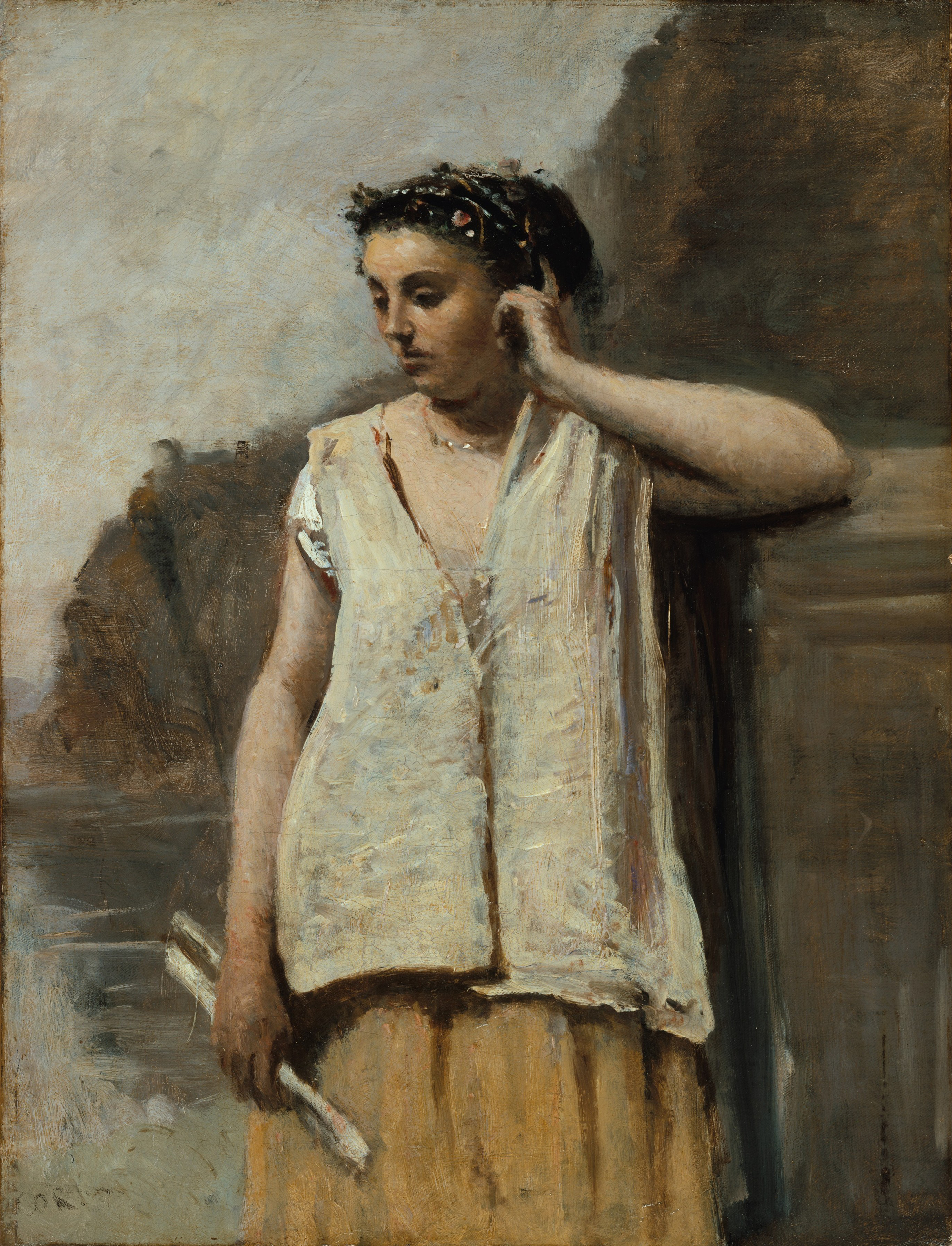
Euterpe
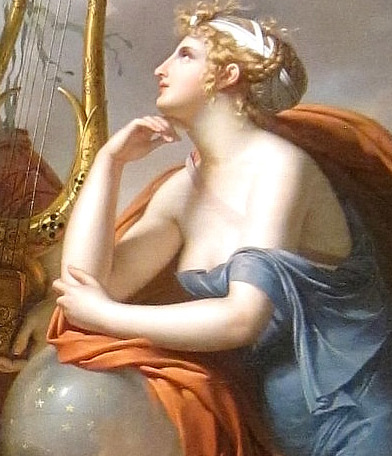
Urania
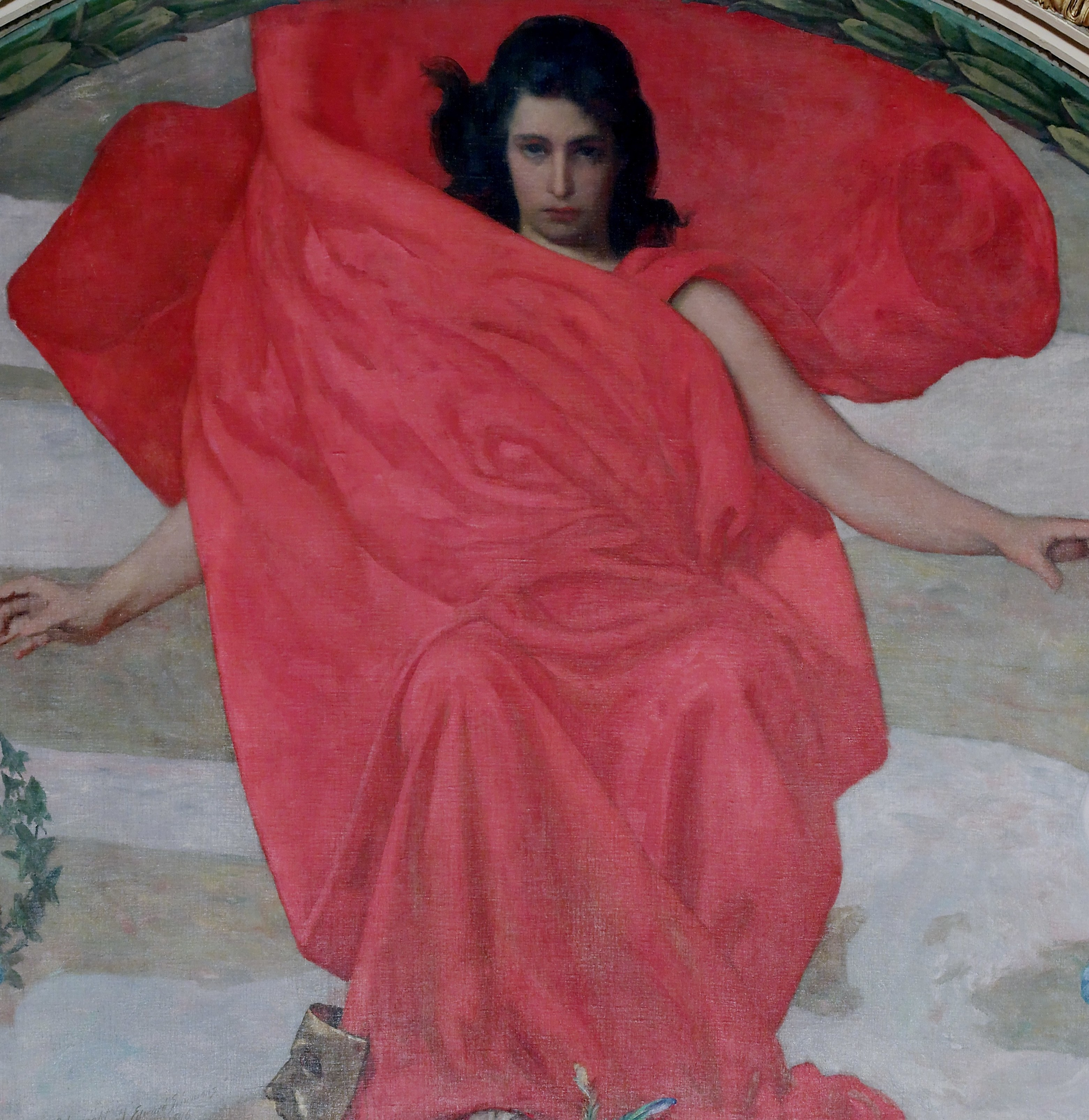
Melpómene

## Amantes, consortes y descendencia
Según las fuentes clásicas, Pausanias, Apolonio de Rodas, Píndaro y Plinio el Viejo, Apolo, el eterno kuros imberbe, tuvo al menos un centenar de hijos, producto de sus innumerables amoríos, se contabilizan al menos tres dígitos de amantes femeninas, de cuya descendencia se destacan Orfeo (héroe citaredo), Asclepio (venerado como uno de los más importantes iconos de la medicina clásica), Aristeo (el dios rústico de la apicultura) y toda una larga serie, varios han dado nombre a ciudades, o reyes. Algunas de sus aventuras han sido:

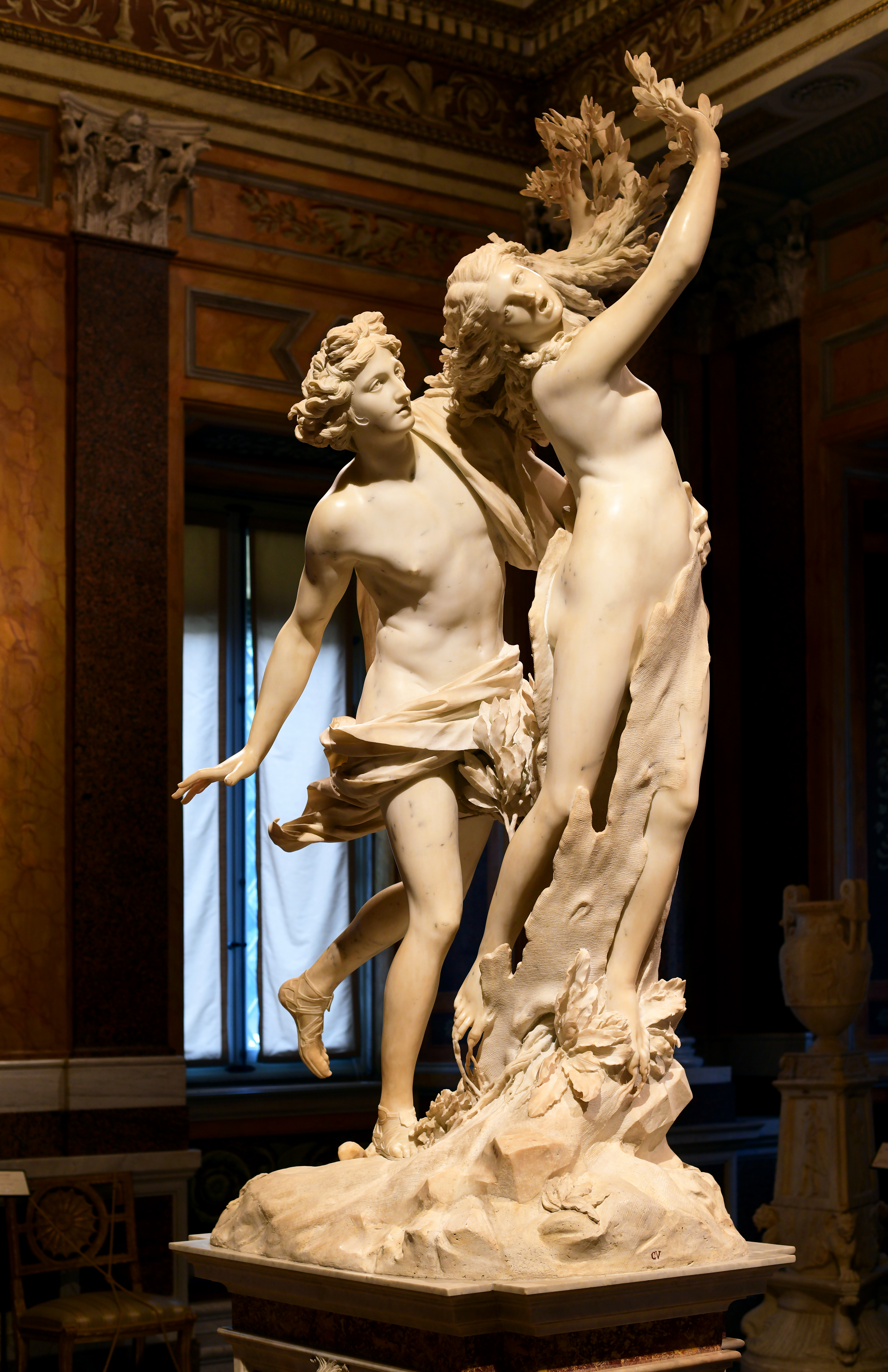
Gian Lorenzo Bernini, Apolo y Dafne, Roma, Galería Borghese

### Descendencia de Apolo
| Descendencia              | Consorte (si la hay), amorío y referencias |
| ------------------------- | --- |
| Acrefeo                   | El héroe epónimo de la ciudad Acrefias de Beocia, cerca del lago Copaide. |
| Anfiarao                  | Anfiarao es hijo de Oícles, o de Apolo como otros autores dicen, y de Hipermestra, hija de Testio. Anfiarao marchó contra Tebas. |
| Anfiso                    | Apolo se unió entonces a Dríope con la forma de una serpiente. Esta, aterrorizada, corrió a casa de su padre, aunque no contó nada de lo ocurrido a sus familiares. Más tarde, Andremón, hijo de Óxilo, se casó con ella y Dríope dio a luz a un hijo, Anfiso, fruto de su unión con Apolo. Anfiso fue el fundador de Ámfisa. |
| Anfítemis o Garamante     | De Febo Licoreo y de Acacálide, la pudorosa joven que antaño Minos a Libia desterrara, su propia hija, que portaba la grávida simiente del dios. Ella alumbró para Febo un hijo ilustre, al que llaman Anfítemis y Garamante. |
| Anio                      | Reo era hija de Estáfilo y por lo tanto nieta de Dioniso y Ariadna. Apolo tuvo un romance con Reo y ella dio a luz a Anio, por el dolor que le causó en el alumbramiento. Anio era rey de Delos y sacerdote de Apolo. |
| Apis                      | Apis de Argos, una tierra también llamada Apia. Ha llevado ese nombre desde la Antigüedad en honor a un sanador. Porque Apis, vidente y sanador, hijo de Apolo, vino de Naupacto, en la orilla más lejana y purificó esta tierra de monstruos mortales para el hombre, que la Tierra vomitó contaminada. |
| Árabo                     | Los griegos imaginaron una ninfa epónima de Babilonia, llamada Babilónide, Babilonis o Bábilo, quien unida con Apolo fue madre de Árabo según una versión. |
| Árcade                    | Carón de Lámpsaco opina que fue el propio Apolo, y no Zeus disfrazado de Apolo, quien tuvo unión amorosa con Calisto; de esta unión nació Árcade, como es fama. |
| Argío o Agreo             | Apolo fue invadido por el deseo de Eubea, hija de Macareo, y con ella engendró a Argío o Agreo; teniendo relación sexual con ella le dio su nombre a la isla. Ovidio dice que Apolo tomó la forma de pastor para raptar a Ise la Macareide. |
| Aristeo                   | Apolo también fue invadido por el amor Cirene, hija de Peneo, y de ambos nació Aristeo. |
| Asclepio                  | De Apolo y de Corónide nació Asclepio, que aprendió de su padre muchos preceptos del arte de la medicina. Flegias se enfureció tras la muerte de su hija e incendió el templo de Apolo en Delfos, por lo que Apolo le mató. Otros dicen que Arsínoe, por Febo domeñada, dio a luz en palacio a Asclepio, caudillo de hombres. Arsínoe prefirió a Isquis y cohabitó con él. |
| Autiquio                  | Una versión oscura dice que de la unión entre Apolo y Cirene también nació un tal Autuquio. |
| Cariclo                   | La esposa de Quirón es hija de Apolo entre otras dos filiaciones. |
| Centauro                  | Estilbe, ninfa hija de Peneo y Creúsa, le dio a Apolo a Centauro, antepasado de los centauros. |
| Ceo                       | Por Apolo, Rodesia fue la madre de Ceo, epónimo de la isla de Ceos. |
| Cicno                     | Cicno, hijo de Apolo y Tiria, que le impuso varias pruebas a su amante Filio; finalmente Apolo lo metamorfoseó, junto con su madre, en cisnes. |
| Cicón                     | Por Apolo Ródope fue la madre de Cicón, epónimo de los cicones. |
| Cidón                     | Los cretenses creen que el fundador de Cidonia era hijo de Acacálide, hija de Minos, y de Hermes. Otros dicen que Cidón fue hijo de Apolo y Acacálide. |
| Cíniras                   | Pafo es una ninfa de la ciudad de Pafos que, unida a Apolo, engendró a Cíniras. En otra versión Cíniras, el rey ciprio, era hijo de Apolo según Hesiquio, pero no indica quién era la madre. |
| coribantes                | De Talía y Apolo nacieron los coribantes. Ferécides se refiere por una parte a nueve cirbantes (coribantes), que serían hijos de Apolo y Retia y que se habrían establecido en Samotracia. |
| Corono                    | En la línea de sucesión de los reyes de Sición se dice que Ortópolis tuvo una hija, Crisorte; creen que esta dio a luz de Apolo un hijo que se llamó Corono, y de Corono nacieron Córax y otro más joven, Lamedonte. |
| Crisórroas                | Crisórroas era el antiguo nombre del río Pactolo y su nombre proviene por el hijo de Apolo y Agatipe (Aganipe), que se atrevió a robar el tesoro de Creso y al final no tuvo más remedio que arrojarse al río. |
| curetes                   | Danaide, Danais o Dánae, ninfa de Creta, es la madre, por Apolo, de los curetes en una versión. |
| Delfo                     | El epónimo de Delfos es hijo de Apolo en tres versiones diferentes ofrecidas por la misma fuente. Su madre es Celeno, hija de Híamo; o bien Tuya, hija de Castalio; o puede que Melena, hija del Cefiso. |
| Doro, Laódoco y Polipetes | Etolo dio muerte a Apis, hijo de Foroneo, y huyó al país de los curetes; allí mató a sus huéspedes Doro, Laódoco y Polipetes, hijos de Ftía y Apolo. |
| Dríope                    | Día es hija del rey Licaón y madre de Dríope por Apolo. |
| Eleuter                   | Poseidón se unió luego con la pléyade Alcíone, con quien tuvo dos hijos, Hirieo e Hiperénor, y una hija, Etusa, madre de Eleuter por obra de Apolo. |
| Eneo                      | También se dice que Eneo, padre de Cícico, era hijo de Apolo y Estilbe. |
| Epidauro                  | El héroe epónimo es hijo de Apolo según los propios epidaurianos. |
| Erimanto                  | Este hijo de Apolo fue castigado por haber visto a Afrodita después de su unión con Adonis, y Apolo, irritado, se transformó en un jabalí y como venganza mató a Adonis penetrando sus defensas. |
| Eriópide                  | Arsínoe, unida Apolo, dio a luz en palacio a Eriópide o Eriopis de hermosos bucles. Eriópide era hermana de Asclepio. |
| Eumolpo                   | En una rara versión Eumolpo es hijo de Apolo y la ninfa Astícoma. |
| Fagro                     | Solo citada por Antonino Liberal, Otreide es la madre de Fagro por Apolo. |
| Femónoe                   | Fue la primera pitia de Apolo y habría inventado el verso hexámetro como vehículo de sus profecías. También se debe a ella la famosa máxima délfica «conócete a ti mismo». |
| Filácides y Filandro      | Los elirios enviaron a Delfos una cabra de bronce, que daba leche a los niños Filácides y Filandro. Dicen que estos son hijos de Apolo y de la ninfa Acacálide, con la que se unió Apolo en la ciudad de Tarra y en casa de Carmánor. |
| Filamón                   | La divina Filónide, dio luz a Filamón famoso por su voz, domeñada por Apolo que hiere de lejos. Ovidio la refiere como Quíone, hija de Dedalión. Cuando su hija murió, Dedalión se arrojó desesperado desde el monte Parnaso, pero Apolo evitó su muerte transformándolo en gavilán. Higino la denomina como Leucone o Leucónoe. |
| Galeotes                  | Temisto era la hija del rey hiperbóreo Zabio y madre de Galeotes por Apolo. Galeotes es el antepasado de una estirpe de adivinos sicilianos. |
| Héctor                    | Al menos Íbico, Alejandro, Euforión y Licofrón están de acuerdo en que Héctor es hijo natural de Hécuba y Apolo, no de Príamo. |
| Himeneo                   | Himeneo también es hijo de Apolo pero su madre es descrita simplemente como una de las «madres celestes» —indentificadas como una de las musas—. |
| Idmón                     | Higino nombra a los dos posibles padres de Idmón (Apolo y Abante) e indica, en el caso en que sea hijo de Apolo, que su madre es la ninfa Cirene. Ferécides alega que el argonauta Idmón, reputado adivino, nació de Apolo y Asteria, hija de Corono. |
| Ion                       | Según Eurípides Apolo engendra a Ion con Creúsa, que es esposa de Juto. Creúsa abandona a Ion en el bosque, pero Apolo pide a Hermes que salve al niño y lo lleve al oráculo de Delfos; así lo hace Hermes, y el niño es criado por una sacerdotisa. Como Juto era estéril aceptó a Ion como hijo propio. |
| Lapito                    | Estilbe, ninfa hija de Peneo y Creúsa, le dio a Apolo a Lapito, antepasado de los lapitas. |
| Leucípides                | Las Leucípides, hijas de Leucipo, esto es, Febe e Hilaíra, según las Cipria, eran hijas de Apolo. |
| Licomedes                 | De Anceo y Samia, hija de Meandro, nacieron hijos varones y además Parténope. De Parténope y Apolo, nació Licomedes. |
| Licoro                    | Se cuenta que Apolo tuvo un hijo de la ninfa Coricia llamado Licoro, y por Licoro fue llamada la ciudad Licorea, y por la ninfa, la cueva coricia. |
| Lino                      | De Calíope y Eagro, o supuestamente Apolo, nació Lino, a quien mató Heracles. Apolo y la musa Urania fueron padres de Lino, el célebre aedo. En algunas versiones, Alcíope es el nombre de la madre de Lino. «De Apolo y Toosa la de Poseidón dicen que nació Lino». Dicen que en tiempos del reinado de Crótopo en Argos, Psámate, su hija, dio a luz un hijo de Apolo llamado Lino, pero dominada por el temor a Crotopo expuso Lino y Apolo castigó a Argos enviando a la monstruosa Poine (Pena), que arrebataba los hijos a sus madres. |
| Maratón                   | Marato o Maratón, hijo de Apolo, es el héroe epónimo de Maratón. |
| Megareo                   | Megaro o Megareo, epónimo de Mégara, es hijo divino de Apolo o de Egeo. |
| Melaneo                   | Prónoe es una venerable ninfa del monte Eta que se unió con Apolo en las montañas y he aquí que dio a luz a Melaneo. Apolo raptó a Estratonice y se la dio como esposa a Melaneo; fueron los padres de Éurito, rey de Ecalia. |
| Mélite                    | Citada como hija de Apolo o bien de Mírmex, es la epónima del demo de Melite en el Ática. |
| Mileto                    | Cuando Minos, Radamantis y Sarpedón crecieron se pelearon por el amor de un muchacho llamado Mileto, hijo de Apolo y Aría, hija de Cléoco. Fuentes tardías imaginaron a Acacálide como la madre del héroe epónimo de Mileto por Apolo. |
| Mopso                     | Mopso es hijo de Manto, hija del célebre profeta Tiresias; al menos en una versión se nos dice que el padre de Mopso fue Apolo. |

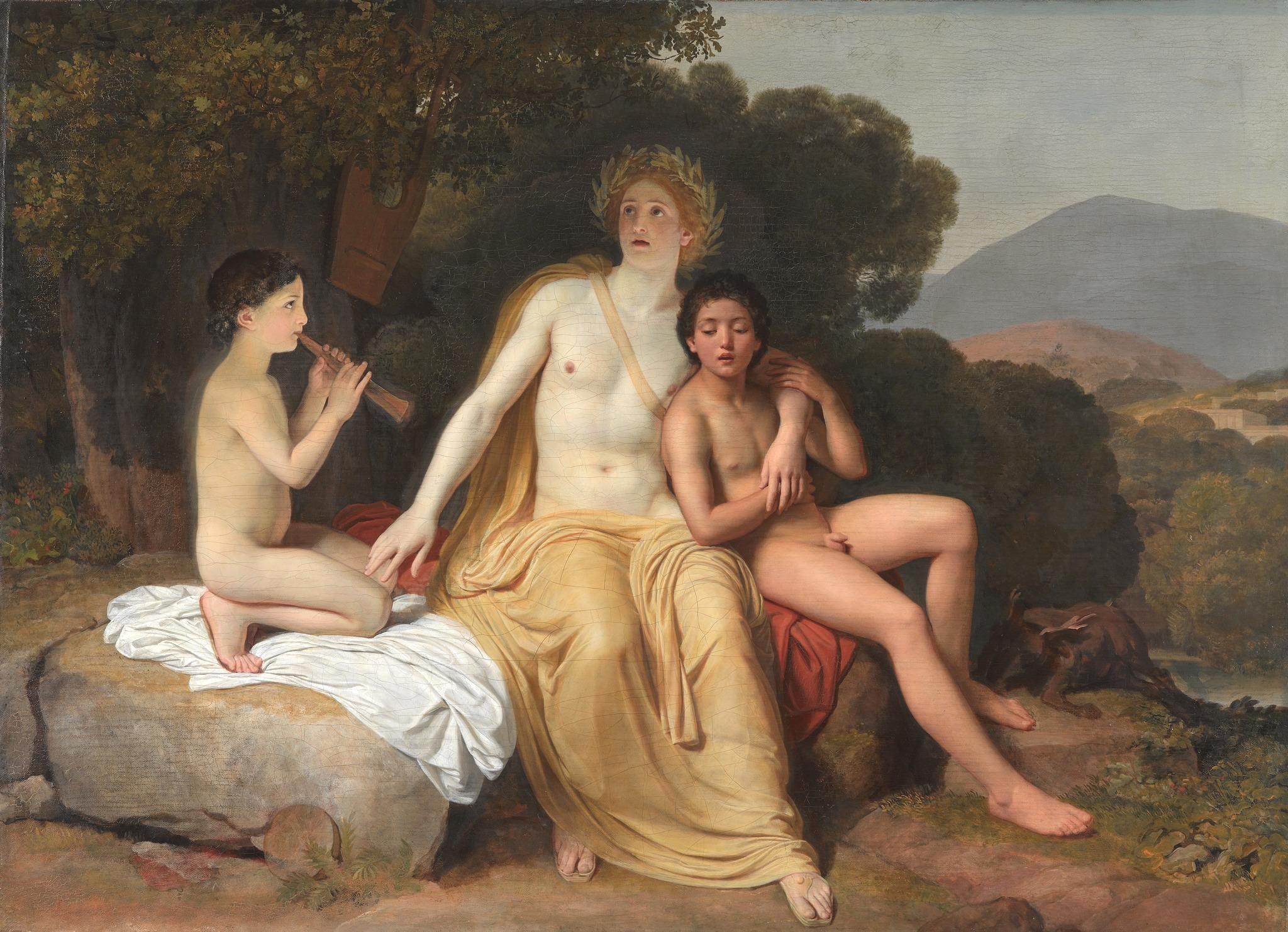
Alexander Ivanov, Apolo, Jacinto y Cipariso, 1834, Moscú, Galería Tretiakov

| Musas Apolónides          | Tres musas menores, hijas del dios de la música y asociadas a las cuerdas de su lira y en menor medida al dominio celeste de Urania: Cefiso (o Nete), Apolonis (o Mese) y Boristenis (o Hípate). |

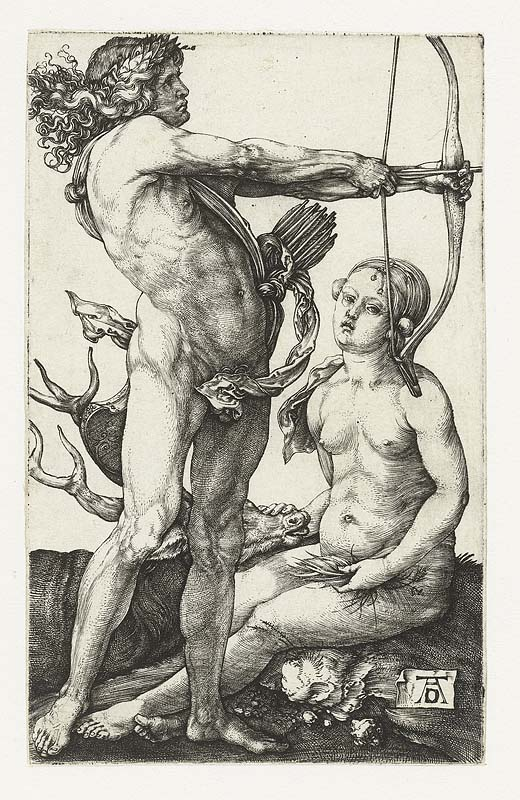
Alberto Durero, Apolo y Diana, 1502, xilografía

| Naxo                      | Dicen que Acacálide fue madre de Naxo, epónimo de la cretense Naxos, con Apolo. |
| Oaxes                     | El mítico fundador de Axos en Creta, era hijo de Acacálide y Apolo. De acuerdo a Servio Anquíale fue la madre de Oaxes. |
| Oileo o Ileo              | El nombre de Urea, una hija de Poseidón, permanece corrupto en el texto. De Urea y Apolo es hijo Ileo. Este Ileo se identifica con Oileo, padre de Áyax; y la madre innominada de Ileo era una de las ninfas. |
| Onco                      | Hijo de Apolo según la fama, y en la región de Telpusa reinó en el lugar de Onceo, donde a Deméter se la conocía como una Erinis. |
| Orfeo                     | De Calíope y Eagro, o supuestamente Apolo, nace Orfeo, el citaredo, que con su canto conmovía a las piedras y los árboles. |
| Pan                       | Píndaro y Hecateo imaginaron a Apolo como el padre de Pan en unión con Penélope, a la que se presupone esposa de Odiseo. Normalmente el dios que interviene es Hermes, no Apolo. Penélope también habría podido ser el nombre de una ninfa, de manera conjetural. |
| Párteno                   | Crisótemis, la esposa de Estáfilo, se dice que dio a luz a Párteno unida a Apolo. |
| Piquimeda                 | Se dice que de Dío y Piquimeda, la hija de Apolo, nacieron Hesíodo y Perses. De Perses nació Meón y de la hija de Meón y el río Meles nacería Homero. |
| Piso                      | Fue el fundador epónimo de Pisa en Etruria, según autores romanos. |
| Pitaeo                    | El nombre de Pitaeo lo ha aprendido de los argivos, pues dice Telesila que estos fueron los primeros griegos a cuya región llegó Pitaeo, que era hijo de Apolo. |
| Ptoo                      | Ptoo, epónimo del monte Ptoo de Beocia, era hijo, entre otras versiones, de Apolo y Zeuxipe, hija de Atamante. |
| Querón                    | El nombre actual de Queronea le ha venido de Querón, pues dicen que es hijo de Apolo, y su madre era Tero, hija de Filante. |
| Siro o Sirio              | Sínope, una de las hijas de Asopo, fue raptada por Apolo y llevada al lugar donde actualmente se encuentra la ciudad que por ella recibe el nombre de Sinope. De ella y de Apolo nació un hijo, Siro o Sirio, que fue rey de aquellos que por él recibieron el nombre de sirios. |
| Ténero e Ismeno           | Dicen que Apolo tuvo dos hijos de la oceánide Melia: Ténero e Ismeno. A Ténero le dio Apolo el arte de la adivinación, y el río tomó el nombre de Ismeno. |
| Tenes                     | En Ténedos reinaba Tenes, hijo de Cicno y Proclea, o de Apolo, según otros. Habitaba allí porque había sido desterrado por su padre. |
| Trofonio                  | Trofonio era hijo de Ergino, rey de los minias de Orcómeno y hermano de Agamedes. Se dice que Apolo amó a la madre de Trofonio, Epicasta. |
| Troilo                    | Se dice que Troilo fue engendrado por Hécuba y Apolo, no Príamo. |
| Yálemo                    | De la unión entre Apolo y Calíope nació Yálemo, el canto fúnebre |
| Yamo                      | Apolo hizo a Evadne, hija de Poseidón, madre de Yamo o Íamo, epónimo de los yámidas. Durante el parto Apolo envió a Ilitía, la diosa de los alumbramientos, para que la asistiera. |
| Zeuxipo                   | Festo, rey de Sición, se trasladó en virtud de un oráculo a Creta. Le sucedió en el gobierno el rey Zeuxipo, hijo de Apolo y de la ninfa Hide o Silis. |

### Otros amores y desamores femeninos (sin descendencia)

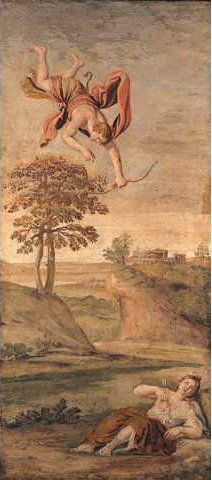
Domenichino, Apolo y Coronis, Londres, National Gallery

- Se dice que Febo Apolo en las faldas del Parneto gozó con la ninfa Astreide o Astreis, que era hija de Yaso y nieta de Eleuter.[150][69]
- Bolina, una doncella de Acaya, era admirada por Apolo pero ella lo rechazó, arrojándose al mar. Para evitar su muerte Apolo la convirtió así en ninfa, salvándole la vida.[151]
- Casandra, de quien Apolo también se enamoró. Hija de Hécuba y Príamo, y hermanastra de Troilo. Apolo prometió a Casandra el don de la profecía solo para lograr seducirla, pero ella al enterarse de las impuras intenciones del dios, le rechazó. Enfurecido, Apolo en lugar de quitarle el don, le concedió la maldición de que nadie creyera jamás sus predicciones, así predijo la caída de Troya.[152]
- Castalia era una ninfa a quien Apolo amaba. Castalia huyó de él y se zambulló en la fuente que había en Delfos al pie del monte Parnaso, que desde entonces se llama fuente de Castalia. El agua de esta fuente era sagrada: se usaba para limpiar los templos de Delfos y también inspiraba a los poetas.[153]
- Dafne. Para explicar la relación de Apolo con Dafne, el árbol de laurel cuyas hojas usaban su sacerdotisas en Delfos, fue recogido por Libanio, profesor y rétor del siglo IV,[154] que Apolo persiguió a una ninfa que lo había desdeñado: Dafne, hija de Peneo. En el relato de Ovidio para el público romano, Apolo Febo se burla de Cupido por jugar con un arma propia de hombres, lo que hace que este le hiera con una flecha dorada; simultáneamente, sin embargo, le había disparado una flecha de plomo a Dafne, haciendo que esta sintiese repulsión hacia Apolo. Tras una fogosa persecución, Dafne rezó a la Madre Tierra —o alternativamente a su padre, un dios río— pidiendo ayuda, y esta le transformó en un árbol de laurel, consagrado a Apolo.[155]
- Enone, según palabras de Ovidio, fue violada por el propio Apolo, pero esta versión sólo es sostenida por este autor.[156]
- Estérope es tan solo mencionada por Clemente de Alejandría; probablemente una grafía corrupta.[73]
- Hipsípila solo es mencionada solo por Clemente de Alejandría.[73]
- Marpesa fue secuestrada por Idas pero también fue amada por Apolo. Zeus le hizo escoger entre ambos, y Marpesa escogió a Idas razonando que Apolo, siendo inmortal, terminaría cansándose de ella cuando envejeciera.[157][73]Ovidio parece indicar que Apolo tomó la forma de azor para raptar a la muchacha.[158]
- Ocírroe, una hija de Ímbraso, que intentó huir de Apolo pero este convirtió en piedra la nave en la que huía y a su conductor en pez piloto.[159]
- Prótoe sólo es mencionada solo por Clemente de Alejandría; probablemente sea un nombre corrupto.[73]
- Sínope, antaño ninfa y que se burlaba de los ardientes cortejos de Zeus, impasible ante pretendientes celestiales; ni Halis ni Apolo fueron engañados por las artimañas de la ninfa que amaban.[160]
- Tiresias, cuando todavía era una mujer, según Eustacio, prometió a Apolo sus favores eróticos a cambio de lecciones musicales, para rechazarlo después. Apolo se vengó del desdén de Tiresias convirtiéndolo de nuevo en varón.[161]

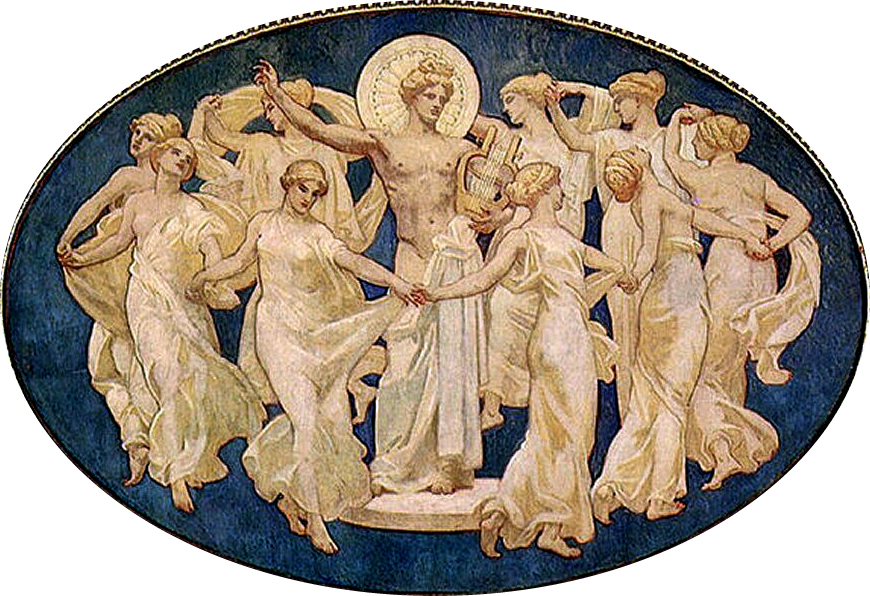
John Singer Sargent, Apolo y el coro de Musas, 1921, Boston, Museo de Bellas Artes

### Amantes masculinos
De todos los dioses olímpicos Apolo es el que tuvo más amantes masculinos. Clemente citando una lista, incluye a Cíniras, Zacinto, Jacinto, Forbante, Hilas, Admeto, Cipariso, Amiclas, Troilo, Branco de Timnas, Paro de Potnias y Orfeo. No obstante no da más información al respecto. 
- Admeto. Apolo como Nomio desde las riberas del Anfriso cuidaba de las yeguas de tiro, ardiendo de deseo por el joven Admeto.[163][164][162]
- Adonis. Según una versión Adonis fue amante tanto de Apolo como de Afrodita. Se comportaba como hombre con Afrodita y como mujer con Apolo.[165]
- Atimnio. En una sola variante el cretense Atimnio es amante de Apolo.[166] En el resto de las fuentes Atimnio fue amado por Sarpedón, no Apolo.
- Bóreas. Zetes le pregunta la identidad a Fineo, «amigo de Febo, amado por nuestro padre».[167]
- Branco. Apolo lo besó y Branco, habiendo recibido habilidades proféticas de su amante, introdujo la adoración del dios en Dídima.[168][169][162]
- Carno. Un vidente de Acarnania que pasaba por amante de Apolo en algunas versiones.[170]
- Cíniras. Resuenan en loanza de Cíniras múltiples veces las voces de los ciprios: Apolo, el áureas guedejas, lo amó benignamente, a él, dulce sacerdote de Afrodita.[171][162]
- Cipariso. En una versión tardía Cipariso es un descendiente de Heracles. Apolo le regaló un hermoso ciervo domesticado como compañero, pero Cipariso lo mató accidentalmente con un pilum cuando este yacía dormido entre la maleza. Cipariso pidió entonces a Apolo que hiciera que sus lágrimas rodasen eternamente. Apolo accedió a la petición transformándole en un ciprés, del que se dice que es un árbol representativo de la tristeza porque su savia forma gotas que asemejan lágrimas en el tronco.[172][162]
- Erecteo. Apolo tuvo un galanteo amoroso con Erecteo pero nada más se sabe.[173]
- Forbante. El hijo de Tríopas e Hiscila, considerado un héroe matador de serpientes.[174] Los antiguos poetas cuentan las historias del amor que Apolo tuvo con Forbante.[164][173][162]
- Héleno. Se dice que este amante de Apolo recibió del dios un arco de marfil con el que más tarde hirió a Aquiles en la mano.[175]
- Himeneo. Este es el hijo del epónimo Magnes, a su vez hijo de Argos y nieto de Frixo. Himeneo era renombrado por su belleza. Apolo le vio en una ocasión, y se enamoró perdidamente de él, y no abandonaba la casa de Magnes.[176]
- Hipólito. Nativo de Sición. Hipólito, de quien se dice que, cada vez que salía para navegar de Sición a Cirra, la sacerdotisa pitonisa, como si el dios supiera de su llegada y se regocijara por ello, entonaba versos de regocijo.[164]
- Jacinto. Hijo de la musa Clío y Píero, era un joven príncipe espartano bajo tutela de Apolo en las artes y el atletismo. Mientras ambos practicaban el lanzamiento de disco, un disco lanzado por Apolo fue desviado de su trayectoria por Céfiro, golpeó a Jacinto en la cabeza y lo mató al instante. Cuando el joven murió, Apolo sintió tanto dolor que convirtió a Céfiro en viento para que a nadie volviera a tocar ni a hablar. De la sangre de Jacinto, Apolo creó la flor llamada como él en tributo, sus lágrimas mancharon los pétalos con marcas en forma de άί άί, que significa ‘¡ay, ay!’, como símbolo del eterno lamento. El Festival de Jacinto (Jacintias) era una celebración tradicional en Esparta.[177][164][162]
- Leucipo. Apolo tuvo un galanteo amoroso con Leucipo y también con la esposa de éste.[173]
- Yápige. Según la Eneida.[178]

## Epítetos y títulos de culto griego

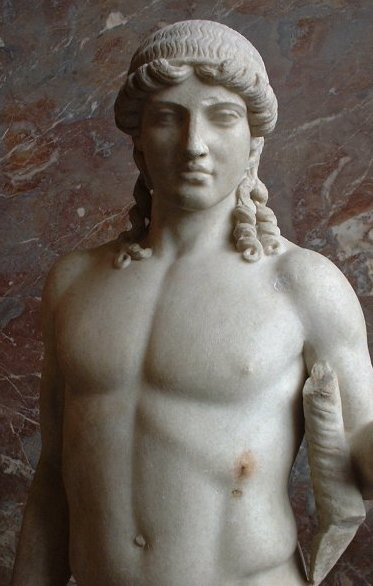
Apolo de Mantua, copia romana de época imperial de un original griego atribuido a Policleto, París, Museo del Louvre

Apolo, como otras deidades griegas, tenía cierto número de epítetos que le eran aplicados para reflejar la diversidad de papeles, dones y aspectos adscritos a él. Sin embargo, aunque tenía un gran número de apelativos en la mitología griega, solo unos pocos aparecen en la literatura latina. Entre sus epítetos se cuentan:
- Como dios de la luz y del Sol:
  - Egletes (‘radiante’);[179]
  - Febo (‘brillante’), el más común en la literatura latina;
  - Liceo (Λυκειος, ‘luminoso’),[180] para Apolo en el contexto de dios del sol o de la luz.

- Como dios de la música:
  - Citaredo

- Como dios de la medicina y la curación:
  - Acestor (Ακέστωρ, ‘sanador’);[181]
  - Acesio (Ακεσιος, ‘sanador’), bajo el que era adorado en Elis, donde tenía un templo en el ágora;[182]
  - Agieo (Ἀγυιεύς), como protector de carreteras y hogares;
  - Alexicaco (Άλεξίκακος, ‘el que aparta la desgracia’);
  - Apotropeo (‘el que aparta el mal’);
  - Averruncus (‘que aparta los males’), epíteto latino;
  - Iatros (Ιατρος, ‘médico’);
  - Medicus (‘médico’), epíteto latino; en Roma había un templo dedicado a Apollo Medicus, probablemente junto al de Belona.

- Como dios de las plagas y defensor contra ratas y langostas:
  - Culicarius (‘que aparta los mosquitos’), epíteto latino;
  - Esminteo (Σμινθειος, ‘cazador de ratones’);
  - Parnopio (Παρνοπιος, ‘saltamontes’).

- Como dios del tiro con arco:
  - Aphetoros (‘dios del arco’);
  - Argurotoxos (Άργυρότοξος, ‘del arco de plata’);
  - Arcitenens (‘que lleva el arco’), epíteto romano;
  - Hekaergos (Έκάεργος, ‘que se deshace lejos’), referido a sus flechas;
  - Hekebolos (Έκηϐόλος, ‘que dispara lejos’).

- Como dios pastoral de la ganadería:
  - Licio (Λυκιος, ‘matador de lobos’) o Lykegenes (‘nacido de una loba’);
  - Nomios (‘vagabundo’).

- Como dios de los colonos:
  - Arcageta (Αρχηγετης, ‘director de la fundación’), por ser fundador de las murallas de Megara;
  - Clario (Κλαριος, del dórico κλαρος klaros, ‘asignación de tierra’), por su supervisión sobre las ciudades y las colonias.

- Como dios de los oráculos:
  - Cintio, proveniente de su nacimiento en el Monte Cinto de Delos;
  - Cirreo, por Cirria, localidad cercana de Delfos;
  - Clario (Κλαριος) por el santuario que tenía en Claros, Jonia (oráculo de Colofón);
  - Delfinio (Δελφινιος, ‘del útero’), que asocia a Apolo con Delphoi (Delfos); una etiología en los himnos homéricos asocia este epíteto con los delfines;
  - Licio (Λυκιος, ‘de Licia’) o Lykegenes (‘nacido en Licia’), donde algunos postulan el origen de su culto;
  - Pitio (Πυθιος, ‘pítico’), de Πυθο Pytho, nombre homérico de Delfos;
  - Timbreo (Θυμβριος) por el templo que tenía en Timbra.

- Como dios de la profecía:
  - Coelispex (‘que observa el cielo’), epíteto romano;
  - Loxias (Λοξίας, ‘oblicuo’), por los oráculos tan ambiguos.

- Como jefe de musas y ninfas:
  - Musageta (Μουσαγέτης, ‘jefe de las musas’);
  - Ninfageta (‘jefe de las ninfas’);
  - Lesquenorio, del latín leschis, porque presidía las asambleas poéticas y musicales y las reuniones de las musas.[183]

- En relación con ciudades y regiones:
  - Abeo, epíteto derivado de la ciudad focídea de Abas, donde el dios tenía un suntuoso templo.[184]
  - Acrefio, epíteto con el que se le adoraba en la ciudad beocia de Acrefia, supuestamente fundada por su hijo Acrefeo;
  - Actiaco, epíteto que se le daban en el Actium, uno de sus principales lugares de culto.[185]

- En relación con personajes:
  - Ismeno (Ἰσμηνιός, Ismēnios, literalmente, «de Ismeno») por Ismeno, hijo de Anfión y Níobe, a quien mató con una flecha.

- Otros:
  - Diceo, que quiere decir justo, porque un ciudadano que había escondido en el seno de la estatua de este dios en Tebas cierta cantidad de dinero, la encontró intacta después de la toma de la ciudad.[186]

La Biblia cita el nombre 'Apolo' en el Apocalipsis a san Juan, 9, 11, sobre las 'langostas': 'Y tienen por rey sobre ellos al ángel del abismo, cuyo nombre en hebreo es Abadón, y en griego, Apollyón'; y en el Libro de Job 28, 22, al hablar de la Sabiduría: 'El Abadón y la muerte dicen: "Con nuestros oídos hemos oído su fama."

## Culto en otras regiones

### Culto romano

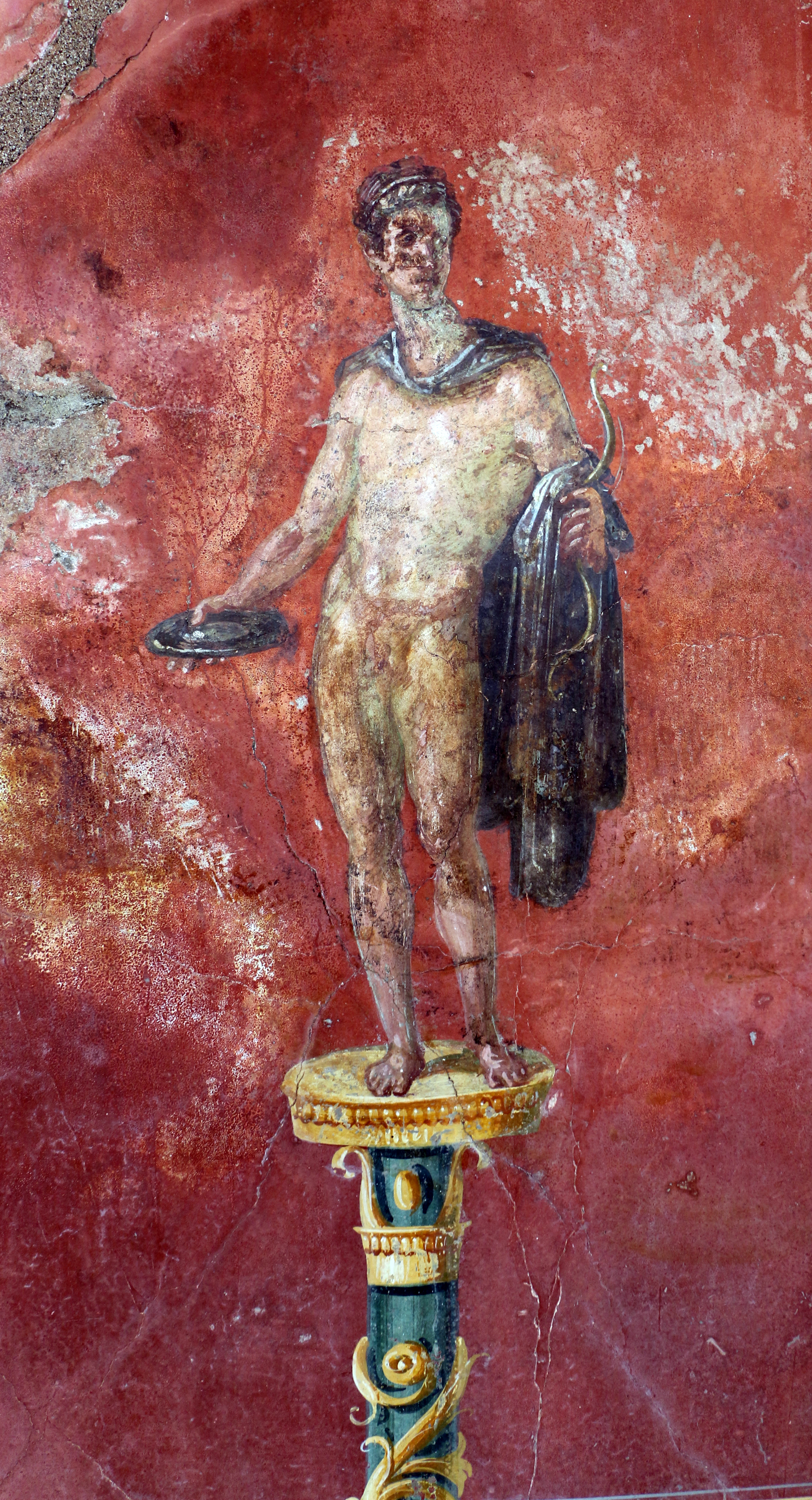
Apolo, fresco de Pompeya, siglo I d. C.

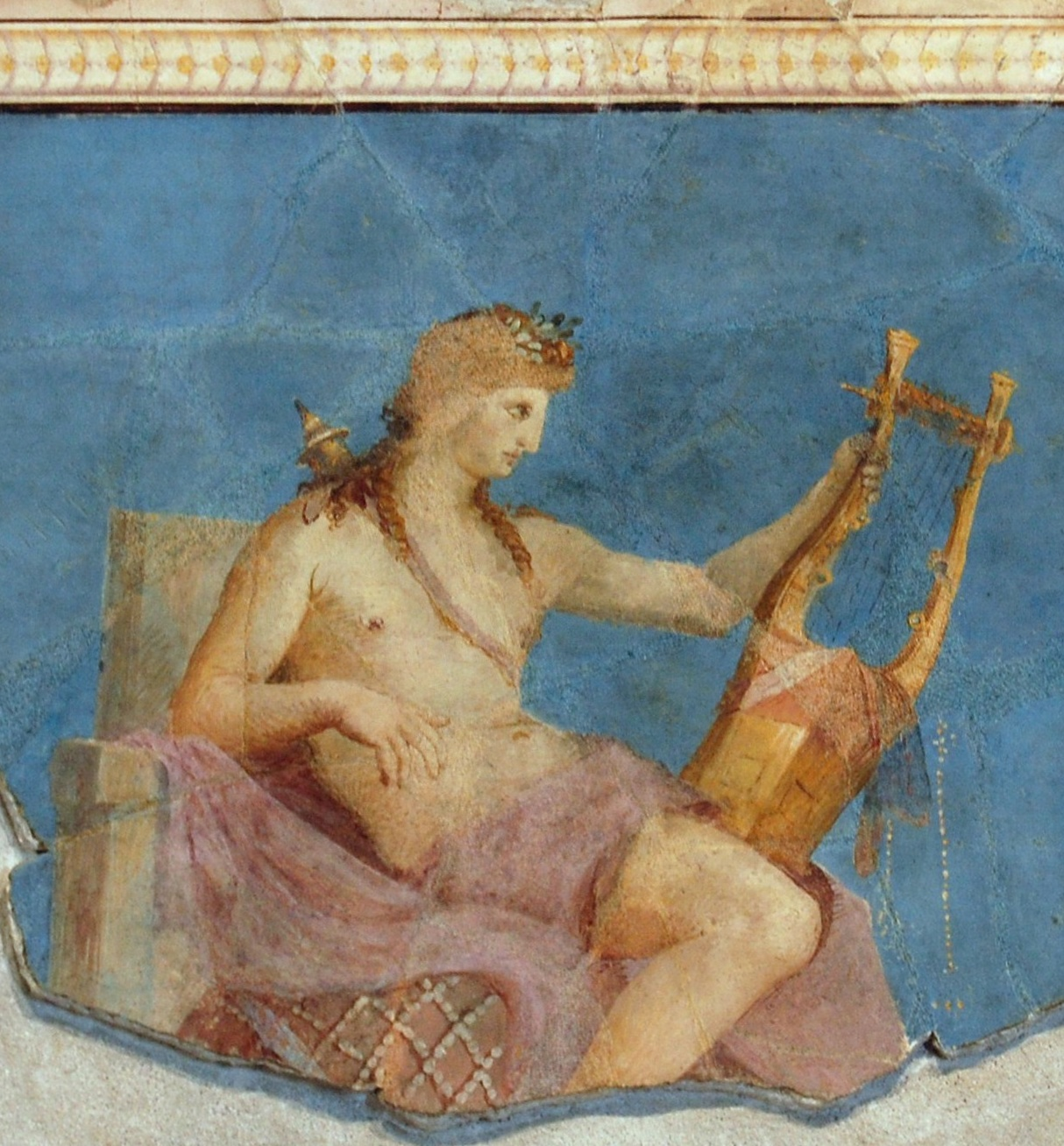
Apolo citaredo, fresco de época de Augusto, -I d. C., Roma, Antiquarium del Palatino

Los romanos adoptaron el culto a Apolo de los griegos con bastante posteridad, absorbiendo de manera tardía la influencia cultural de las colonias helénicas, que estaban ubicadas al sur de la península itálica (la magna Grecia), construyéndose el primer templo de Apolo en Roma en el siglo V a. C., cuando el culto helénico llevaba ya cientos de años. Como dios genuinamente griego, Apolo no tenía equivalente directo en la mitología romana, aunque los poetas posteriores aludieron frecuentemente a él como Febo. 
Había una tradición en la que el oráculo délfico era consultado tan temprano como en el periodo de los reyes romanos durante el reinado de Tarquinio el Soberbio. Con motivo de una peste en el año 430 a. C., se estableció en Roma el primer templo en los campos Flaminios, reemplazando un antiguo lugar de culto conocido allí como el Apollinare. Durante la segunda guerra púnica, en el 212 a. C., los Ludi Apollinares (‘Juegos Apolíneos’) fueron instituidos en su honor, siguiendo las instrucciones de una profecía atribuida a un tal Marcio. En la época de Augusto, que se consideraba a sí mismo bajo la especial protección de Apolo, su culto se desarrolló y se convirtió en uno de los principales dioses de Roma. Tras la batalla de Accio, que se libró cerca de un santuario de Apolo, Augusto amplió su antiguo templo, dedicó una porción del botín a él e instituyó juegos quinquenales en su honor. También mandó erigir un nuevo templo dedicado a Apolo en el monte Palatino. Los sacrificios y oraciones en el Palatino dedicados a Apolo y Diana constituían la culminación de los juegos seculares, celebrados en el año 17 a. C. para conmemorar el inicio de una nueva era.

### Los cuatro dioses Apolo
Según el poeta romano Cicerón, en su De Natura Deorum, existieron hasta cuatro dioses Apolo:
- El primer Apolo había nacido de Vulcano (Hefesto), y es el custodio de Atenas.
- El segundo Apolo es hijo de Coribante y nació en Creta. Según la tradición, mantuvo un enfrentamiento, a causa de aquella isla, con el propio Júpiter (Zeus).
- El tercer Apolo nació del tercer Júpiter (Zeus) y de Latona (Leto), y cuentan que llegó a Delfos desde los hiperbóreos.
- El cuarto Apolo está en Arcadia y los arcadios lo llaman Nomión, porque, según cuentan, recibieron de él sus leyes.

### Culto celta
Apolo fue adorado en todo el Imperio romano. En los territorios tradicionalmente celtas era considerado habitualmente un dios solar y de la curación. A menudo era equiparado con dioses celtas de características similares.

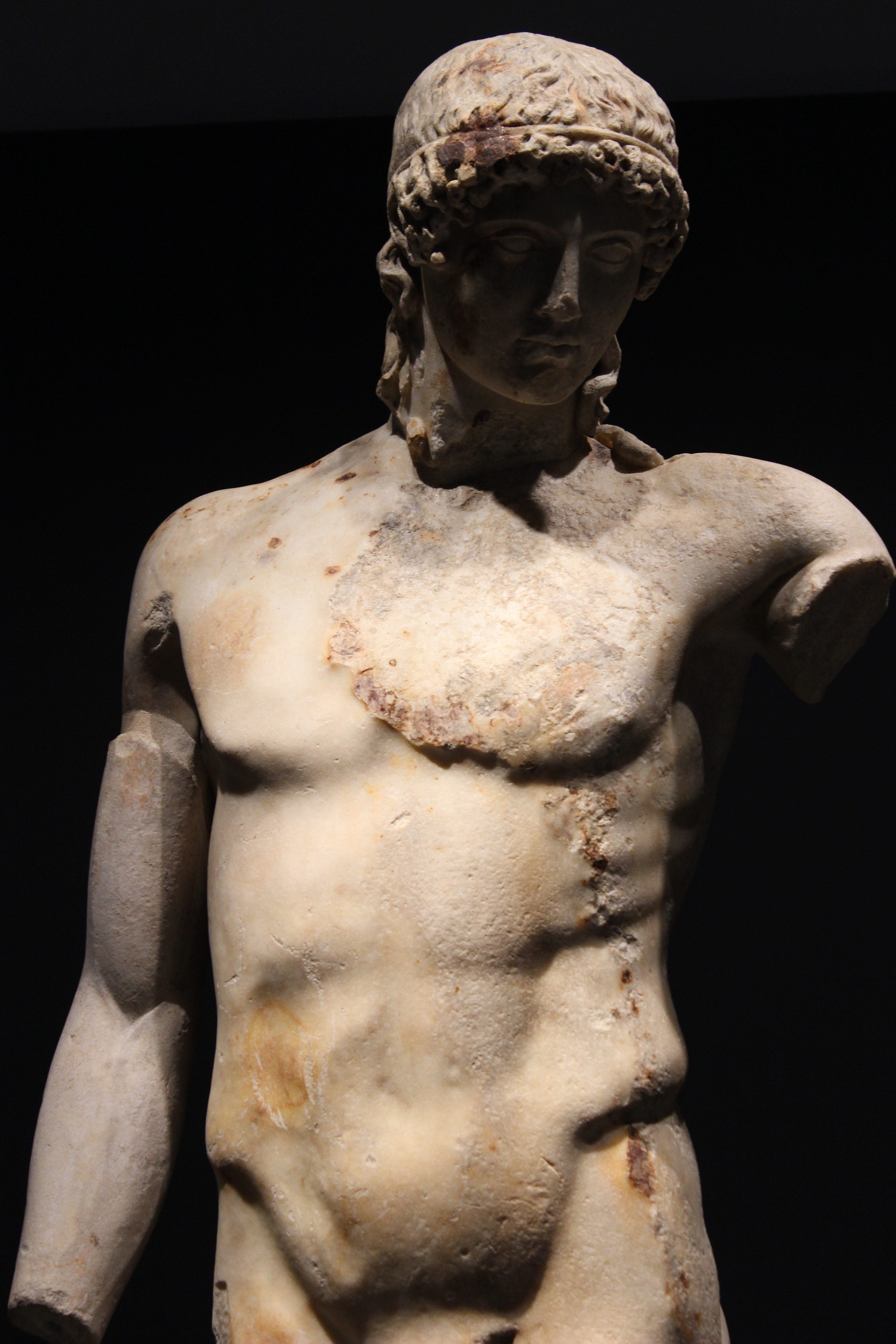
Apolo del Tíber, copia de época de Adriano de un original griego en bronce del escultor Cálamis, Roma, Museo Nacional Romano

#### Epítetos y títulos
- Apolo Atepomarus (‘gran jinete’ o ‘dueño de un gran caballo’). Bajo este nombre Apolo fue adorado en Mauvrieres (Indre). En el mundo celta los caballos estaban estrechamente relacionados con el sol.[196][197][195]
- Apolo Belenus (‘brillante’). Este epíteto se dio a Apolo en zonas de Galia, norte de Italia y Nórico (actual Austria). Apolo Belenus era un dios solar y de la curación.[198][199][200][201][202]
- Apolo Cunomaglus (‘señor de los perros de caza’). Título dado a Apolo en un altar de Wiltshire. Apolo Cunomaglus pudo haber sido un dios de la curación. El propio Cunomaglus pudo haber sido originalmente un dios de la sanación distinto de Apolo.[203]
- Apolo Grannus, que originalmente fue un dios primaveral de la curación, más tarde equiparado con Apolo.[204][205][206]
- Apolo Maponus. Conocido gracias a inscripciones halladas en Inglaterra, este dios puede ser una fusión local de Apolo y Maponus.
- Apolo Moritasgus (‘masas de agua marina’). Epíteto dado a Apolo en Alesia, donde fue adorado como dios de la curación y, posiblemente, de los médicos.[207]
- Apolo Vindonnus (‘luz clara’). Tuvo un templo en Essarois, cerca de Châtillon-sur-Seine (Borgoña). Fue un dios de la curación, especialmente de los ojos.[205]
- Apolo Virotutis (quizá ‘benefactor de la humanidad’). Fue adorado, entre otros lugares, en Fins d'Annecy (Alta Saboya) y en Jublains (Maine y Loira).[206][196]

## Otros mitos

### Admeto
Cuando Zeus abatió al hijo de Apolo, Asclepio, con un rayo por resucitar a Hipólito de entre los muertos (transgrediendo así a Temis al robar súbditos de Hades), Apolo mató en venganza a los Cíclopes, que habían creado el rayo de Zeus. Apolo debía haber sido desterrado al Tártaro para siempre, pero fue en su lugar condenado a un año de trabajo forzado como castigo, gracias a la intercesión de su madre, Leto. Durante este tiempo trabajó como pastor para el rey Admeto de Feres en Tesalia. Admeto trató bien a Apolo por lo que a cambio este le concedió grandes beneficios.
Apolo ayudó a Admeto a ganar a Alcestis, la hija del rey Pelias y más tarde convenció a las Moiras para que permitiesen a Admeto vivir más tiempo del que le correspondía si algún otro ocupaba su lugar. Pero cuando llegó la hora de su muerte, sus padres, que él había asumido que estarían dispuestos a morir gustosamente en su lugar, rehusaron cooperar. En cambio, Alcestis tomó su lugar, pero Heracles consiguió «persuadir» a Tánatos, el dios de la muerte, para que la devolviera al mundo de los vivos.

### Níobe

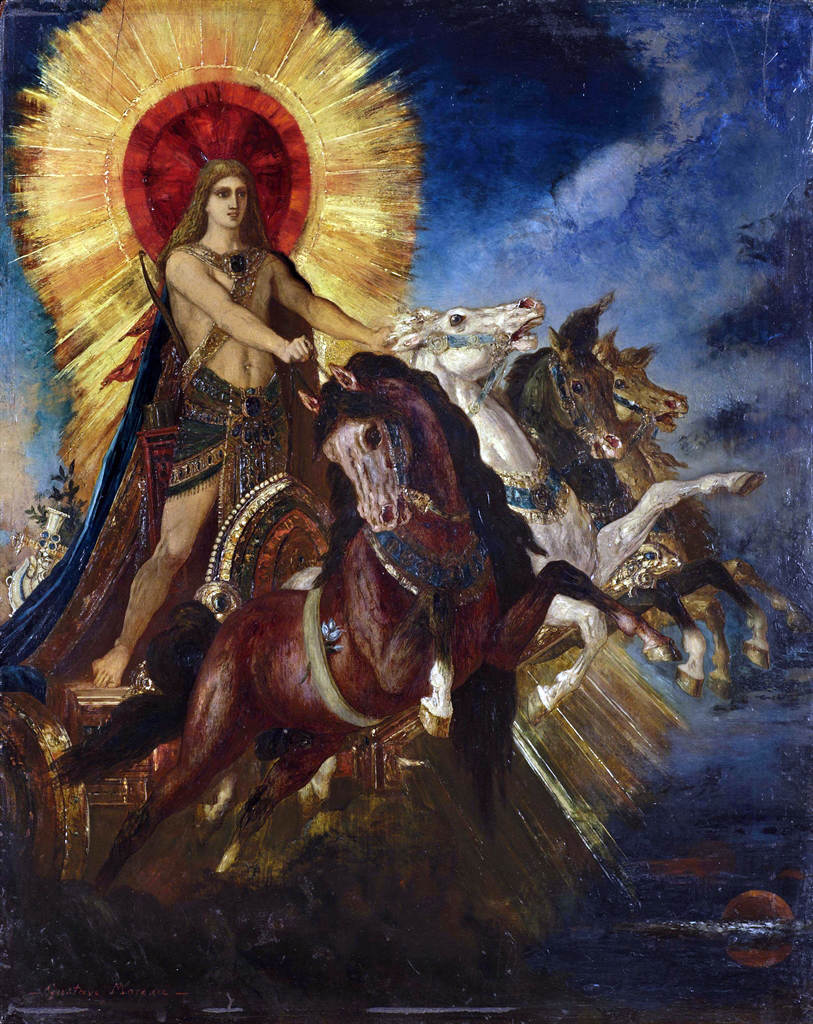
Gustave Moreau, El carro de Apolo-Febo, hacia 1880

Níobe, una reina de Tebas y esposa de Anfión, alardeó de su superioridad sobre Leto porque había tenido catorce hijos (los Nióbidas), siete varones y siete mujeres, mientras Leto había tenido solo dos. Apolo mató a sus hijos mientras estos practicaban atletismo, a pesar de sus súplicas, y Artemisa a sus hijas. Apolo y Artemisa usaron flechas envenenadas para matarlos, aunque según algunas versiones del mito algunos de los Nióbidas fueron perdonados (Níobe, luego llamada Cloris). Anfión, al ver a sus hijos muertos, se suicidó o fue asesinado por Apolo tras jurar venganza. Una desolada Níobe huyó al monte Sípilo en Asia Menor y se convirtió en piedra mientras lloraba. Sus lágrimas formaron el río Aqueloo. Zeus había convertido a todos los habitantes de Tebas en piedra, por lo que nadie enterró a los Nióbidas hasta el noveno día tras su muerte, cuando los propios dioses les dieron sepultura.
- Apolo dio a Orestes, a través del oráculo de Delfos, la orden de matar a su madre, Clitemnestra, y al amante de esta, Egisto. Orestes fue ferozmente castigado por este crimen por las Erinias, quienes le persiguieron incansablemente hasta hacerle pedir la intercesión de Atenea, quien decretó que fuese juzgado por un jurado de sus iguales, con Apolo como defensor.
- En la Odisea, Odiseo y el resto de la tripulación superviviente desembarcaron en una isla consagrada a Helios, el dios sol, que guardaba en ella ganado sagrado. Aunque Odiseo les advirtió para que no lo hicieran (como Tiresias y Circe le habían dicho), sus hombres mataron y comieron parte del ganado, por lo que Helios hizo que Zeus destruyese el barco y a todos sus tripulantes salvo a Odiseo..

## Culto en la actualidad
Su culto se conserva con el surgimiento del neohelenismo, un movimiento religioso que evoca las prácticas religiosas y tradiciones de la Antigua Grecia.

## Apolo en la cultura contemporánea

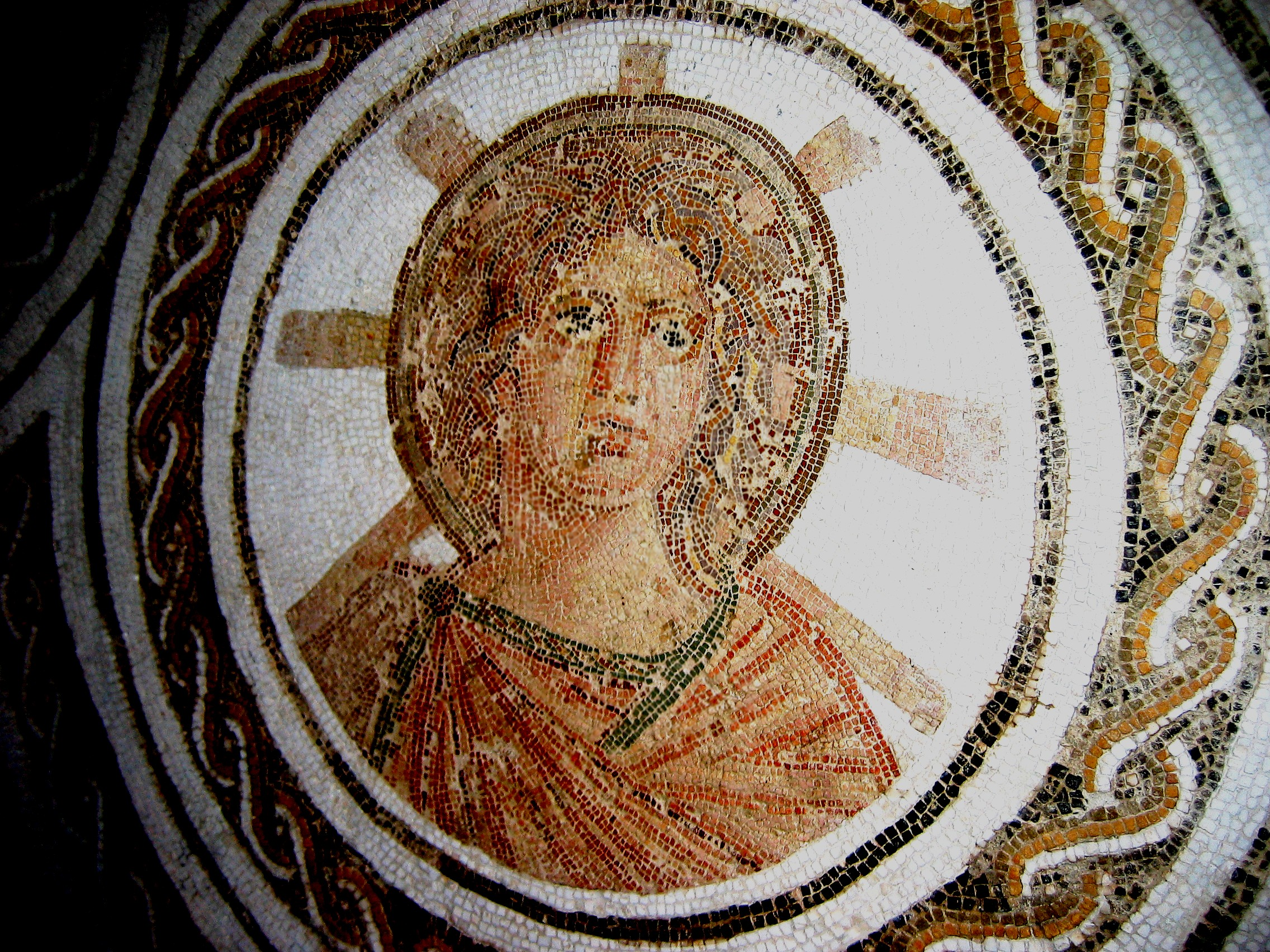
Apolo con un halo radiante que representa al Sol, en un mosaico de Cartago (El-Djem, Túnez, s. II.)

Percy Bysshe Shelley compuso un Himno de Apolo (1820), y su instrucción de las Musas fue el tema de Apolo Musageta (1927–1928) de Stravinski.
El nombre Apolo permanece vigente, apareciendo a menudo en el arte, la ciencia y la literatura contemporáneos, donde su nombre o imagen es representado en nombres de personas, empresas, negocios, numerosos y diversos rubros artísticos y literarios, proyectos científicos, como la NASA (proyecto Apolo); teatros y cines con su nombre abundan, especialmente en España, como el Apolo de Madrid, Apolo de Murcia, Apolo de Barcelona, Apolo de Miranda de Ebros, salas en Europa como Opeth Apolo, salas de cine Apolo (Bosnia), Apolo Cinema (Tiflis) el complejo de cines Münster, parques y plazas (Apolo de Vratislava, parque Apolo de Cartagena), el Apolo Center, casa de instrumentos y academias de música (Apolo Música, Musical Apolo, Apolo Cítaras, en América del Sur), el Hammersmith Apollo (Londres, Inglaterra) bandas de rock (los uruguayos Hijos de Apolo, y Apolo Rocks de Argentina), el coro Apolo de la ciudad de Loretto en Italia, el listado puede ser interminable.
Acerca del Gran Colisionador de Hadrones (en inglés, Large Hadron Collider, LHC), de su emplazamiento entre Suiza y Francia, hay una leyenda o teoría de conspiración en la que se llama la atención sobre su emplazamiento en Saint-Genis-Pouilly, una comuna francesa en la región de Ródano-Alpes. Muchos apuntan a que el lugar escogido no es casual, debido a que 'Pouilly' viene del latín 'Appolliacum' y se cree que en la época romana existía en ese lugar un templo en honor a Apolo con una puerta de entrada al inframundo.